# Partido de Coronel Rosales
Partido Coronel de Marina Leonardo Rosales, más conocido como Partido de Coronel Rosales, es uno de los 135 partidos de la provincia argentina de Buenos Aires. Se encuentra al sudoeste de la provincia.
Cuenta con 67 503 habitantes (2022); su cabecera es la ciudad de Punta Alta y entre sus principales atractivos turísticos se encuentra la localidad balnearia de Pehuen-Có.
El partido consta de accesibilidad a todo el país por las diferentes rutas que lo atraviesan, como la Ruta Nacional 3, la cual presenta salidas al norte hacia la Ciudad de Buenos Aires, recorriendo todo el Este de la provincia de Buenos Aires, y hacia el sur conduciendo hacia Bahía Blanca y el ingreso a la patagonia. Otras rutas Nacionales de la región, como la RN22, RN35, RN33, conectan al distrito con las provincias de Río Negro, la Pampa y el oeste de la provincia de Buenos Aires.
También cuenta con un puerto comercial, Puerto Rosales, y se halla en el mismo la Base Naval Puerto Belgrano, y la Base Naval de Infantería de Marina Baterías.

## Toponimia

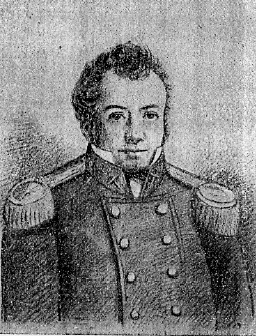
Coronel Leonardo Rosales.

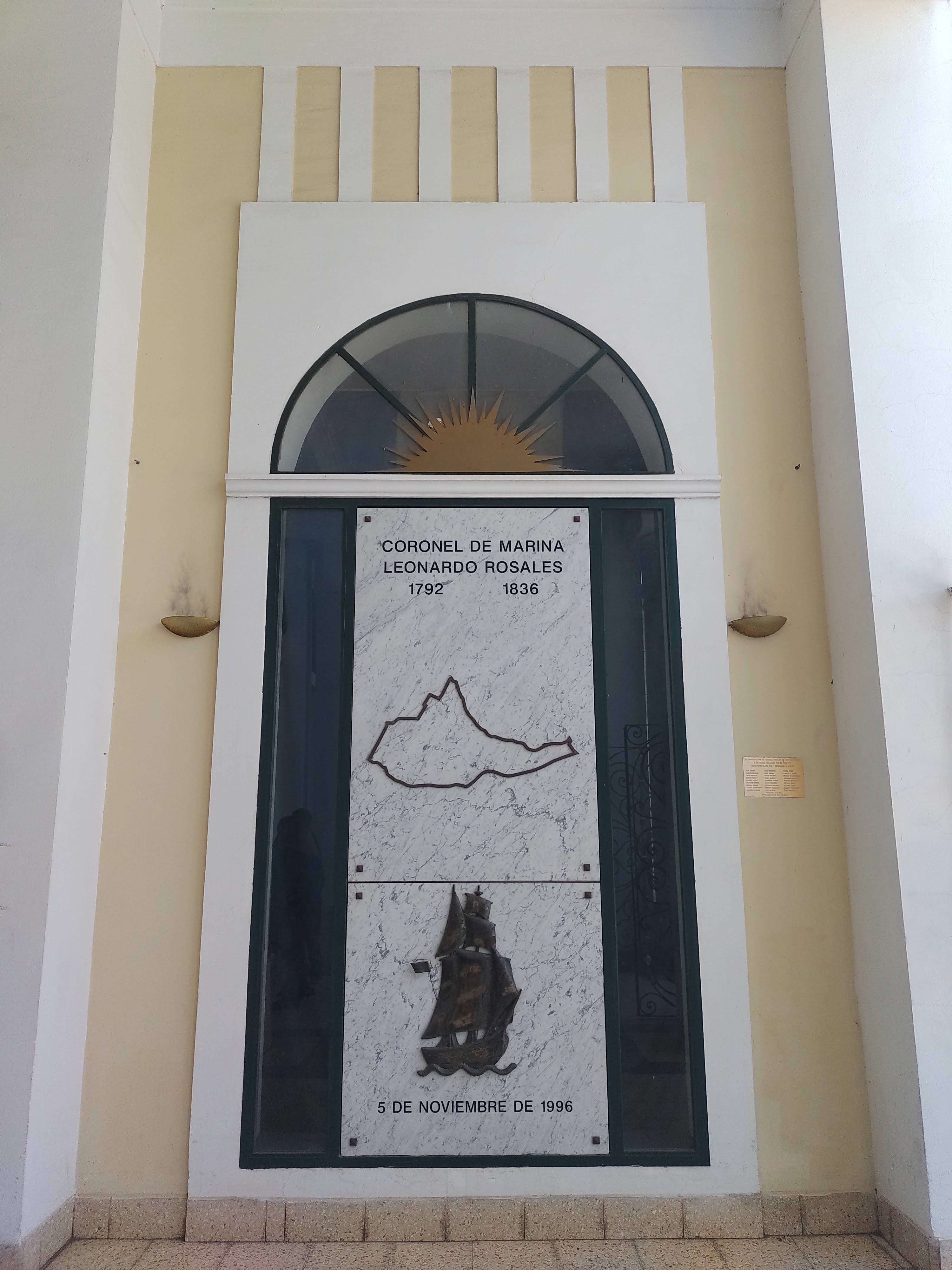
Mausoleo con los restos del Coronel Leonardo Rosales en Punta Alta.

El partido lleva el nombre del marino Leonardo Rosales (1792-1836), héroe de la Guerra con el Imperio del Brasil.
Cuando en 1945 Punta Alta logró independizarse del partido de Bahía Blanca y conformar un nuevo partido, y ante la necesidad de bautizarlo, se pensó en el nombre de algún marino para dar relevancia a la importancia de la Armada en el distrito. La elección recayó en el coronel de Marina Leonardo Rosales, que integra, junto a Guillermo Brown y a Tomás Espora, la trilogía de los grandes héroes navales de la Armada Argentina.
Fallecido en Las Vacas (actual ciudad de Carmelo), Uruguay, sus restos fueron repatriados en 1996 y reposan definitivamente en la iglesia matriz de la capital rosaleña de Punta Alta.

## Historia
Desde el nacimiento de Punta Alta, se produjeron diferencias entre los habitantes del pueblo y las autoridades de Bahía Blanca (de quienes se dependía políticamente) por la actitud de abandono y desinterés que evidenciaban. La escasa inversión en obras públicas no se condecían con las importantes sumas de dinero que recaudaba el pueblo. Por eso, durante décadas se conformaron distintas comisiones pro autonomía, cuya misión fue concientizar a la población de la necesidad de conformar un nuevo partido que incluyera a Punta Alta y su zona de influencia. Estas nunca daban resultados significativos, hasta 1944.
En agosto de ese año, se reanudaron las gestiones a favor de la autonomía comunal, y fue jefe de la Oficina Municipal el teniente de fragata Emilio Xiberta, quien convocó a los más destacados vecinos a fin de formar una nueva Comisión Pro Autonomía Comunal, que contó con el apoyo del jefe de la Base Naval Capitán de Navío Carlos Saravia.
Quedó finalmente conformada durante la presidencia del Dr. Carlos Gericke. Sus otros integrantes fueron el Dr. Gabriel Casas, el contador Enrique Iervolino, Raúl Beret, Romeo Ferrandi, Domingo Ferro, arquitecto Dante Patrignani, profesores Carlos Vázquez y Gerónimo Merino, Antonio Mut, Roberto Patrignani y José Menicucci.
Dicha agrupación realizó múltiples trámites con las autoridades de la Base Naval y altos jefes de la Armada, y prepararon un extenso memorial para ser elevado a la Intervención Federal de la Provincia de Buenos Aires. También solicitaron la creación del Partido de Coronel de Marina Leonardo Rosales, con la ciudad de Punta Alta como cabecera.

Firma de la Autonomía del partido de Coronel Rosales

A principios de 1945, asumió el Dr. Juan Atilio Bramuglia al cargo de interventor federal de la provincia de Buenos Aires, quien se mostró interesado con respecto al proyecto autonómico y aceptó efectuar una visita a la ciudad. Esta se llevó a cabo el día 24 de marzo y, ante una multitud de más de 7000 personas congregadas en la plaza General Belgrano, el funcionario anunció el otorgamiento de la tan ansiada autonomía, cuyo decreto sería firmado en el curso de la semana, en La Plata. Finalmente, el 28 de marzo, cuatro días después, se firmó el decreto N.º 4870, estableciendo la creación del Partido de Coronel de Marina Leonardo Rosales, para regocijo de los miembros de la Comisión Pro Autonomía, presentes en dicho acto, y la población toda.
Fue así, entonces, como por el decreto provincial 7.361 quedaron fijados los límites definitivos del partido y el 12 de mayo se daría inicio al ejercicio de las autoridades municipales. Con la asunción del nuevo comisionado municipal, Dr. Carlos Gericke, surgió el nuevo partido de Coronel de Marina Leonardo Rosales, nombre que responde al estrecho vínculo existente entre Punta Alta y la Base Naval, y en agradecimiento por la colaboración prestada en la lucha por la autonomía comunal.

## Geografía
El partido de Coronel Rosales se ubica dentro de la Región Pampeana, a kilómetros del límite de la nombrada región y de la Patagonia, cuando ya se comienzan a ver las ondulaciones de médanos y desniveles que prenuncian el norte patagónico.
La superficie del distrito es de 1312,20 km² continentales, a cuya extensión se suman los aproximadamente 400 km² que adicionan las islas Del Embudo, Bermejo y Trinidad, las cuales, por el decreto provincial 449/99, el municipio ejerce su tenencia y administración.
El relieve del territorio rosaleño se caracteriza por constituir una llanura sedimentaria (marina, fluvial y eólica) baja y escalonada, cuya altura (que varía entre los 80 y los 2 m sobre el nivel del mar) declina hacia la bahía con una pendiente en sentido norte-sur, hasta las planicies de marea del ambiente litoral.

### Relieve
La mayor parte del territorio rosaleño es una llanura baja litoral (menor a 30 m s. n. m.) en el sitio de Punta Alta y las localidades de Villa Arias, Villa del Mar y Pehuen Co; y de mayores alturas (mayor a 40 m s. n. m.) en el resto del partido, coincidente con la zona de actividad agrícola-ganadera en relación con las condiciones edáficas.
El espacio rural de Coronel Rosales se caracteriza por la presencia de molisoles de texturas franco-arenosas, con aptitud mixta, agrícola de trigo, cebada y avena y ganadero para la cría y recría.

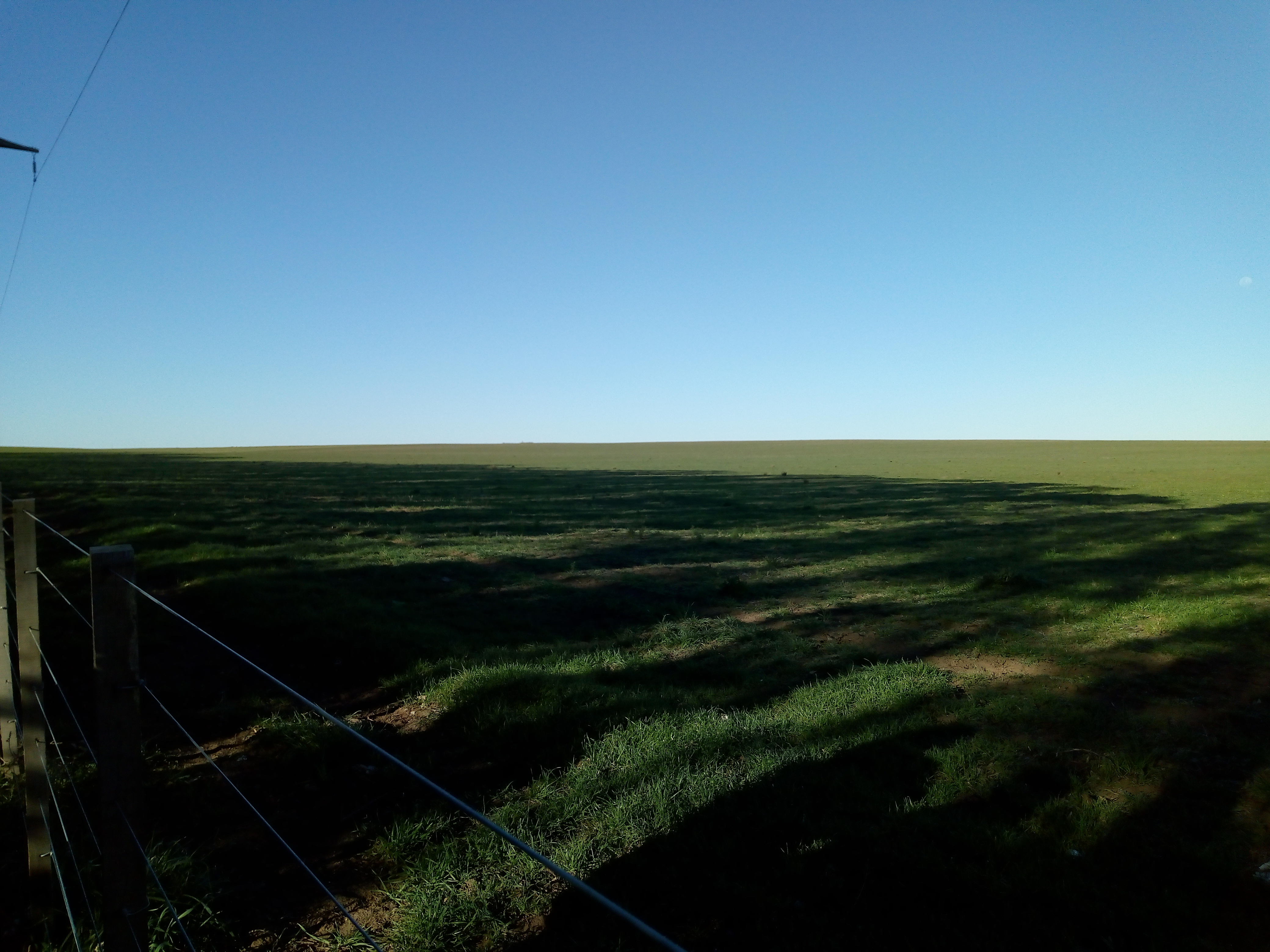
Campo en el partido de Coronel Rosales, provincia de Buenos Aires, Argentina
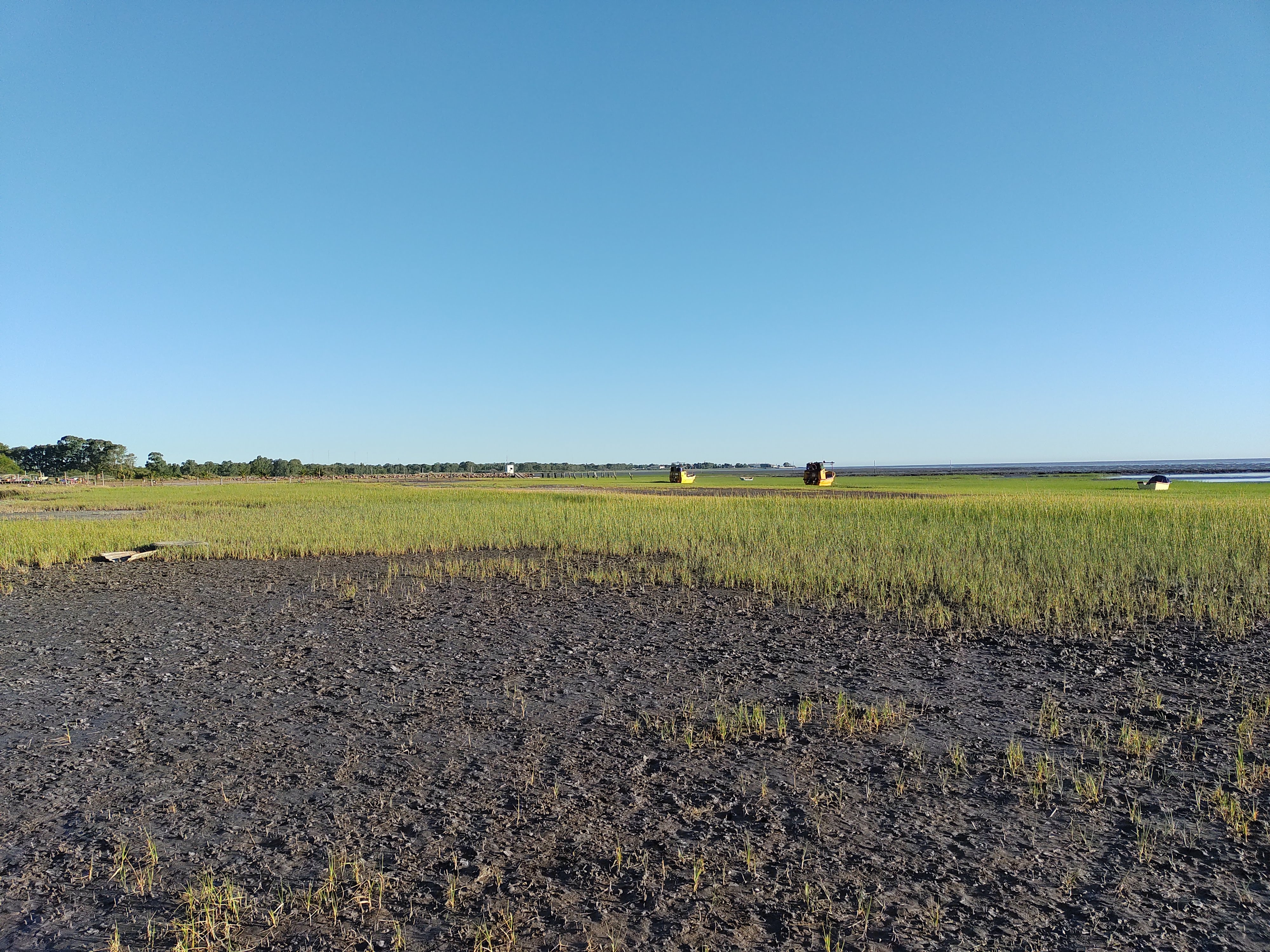
Costa de la localidad de Villa del Mar
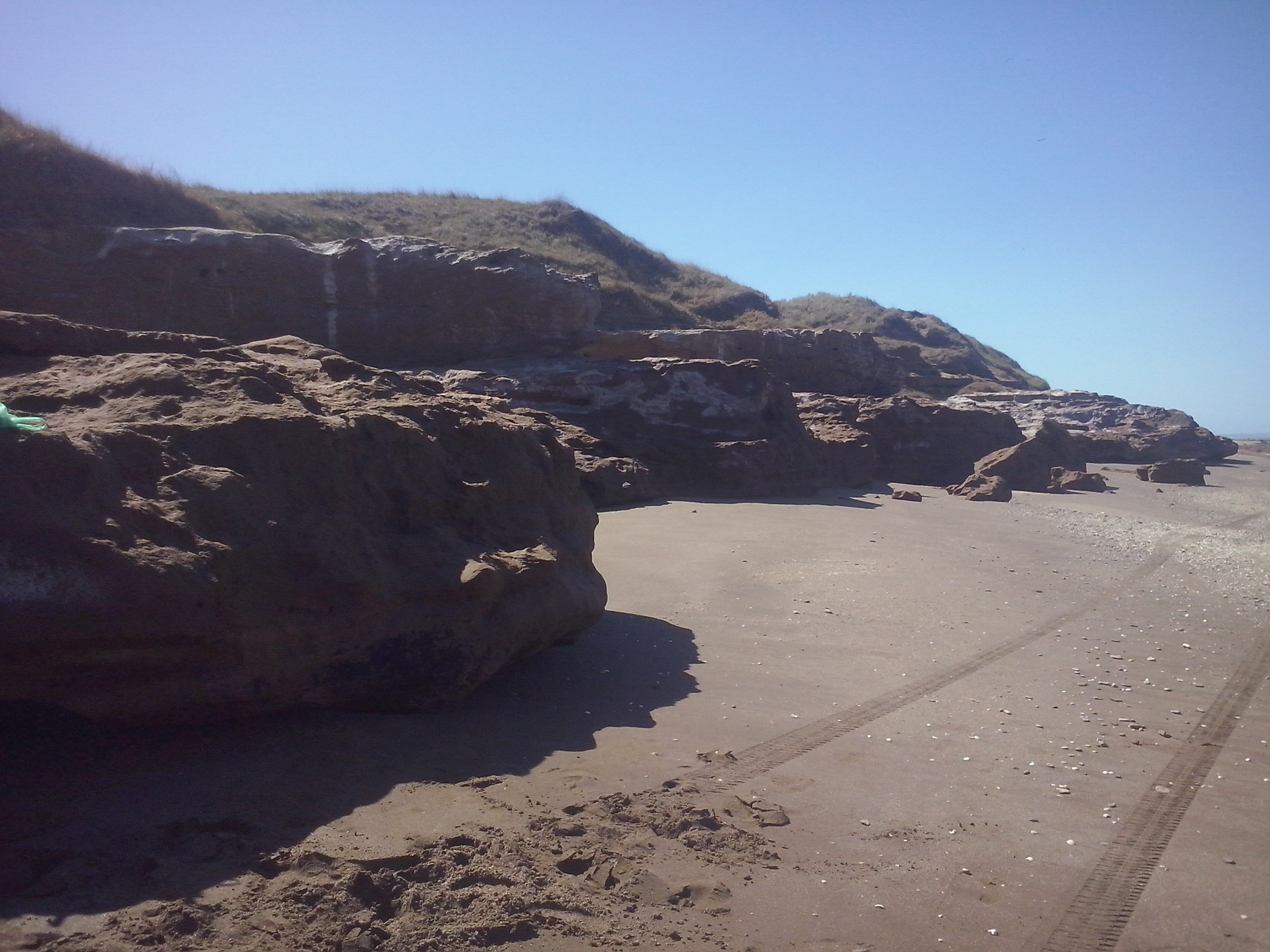
Acantilados en las playas de Pehuen-Có, partido de Coronel Rosales
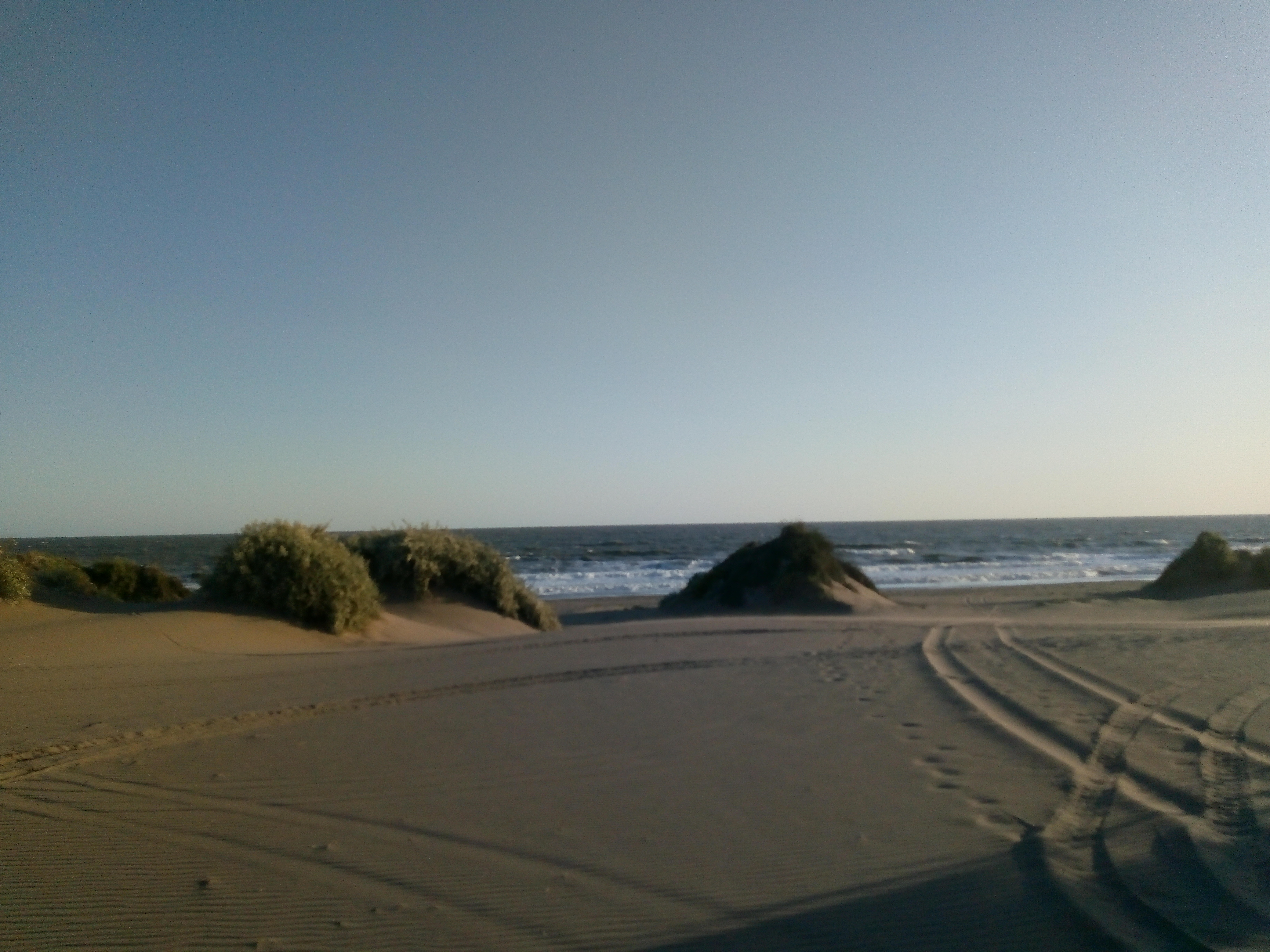
Vista del mar desde un médano, Pehuen Có

### Ubicación
El distrito de Coronel Rosales está localizado en el sudoeste de la provincia de Buenos Aires, a 670 km de la Ciudad de Buenos Aires.
Limita al oeste y al noroeste con Bahía Blanca, al norte con el Coronel Pringles, al nordeste con el Coronel Dorrego (haciendo de límite natural el río Sauce Grande), al este con el Partido de Monte Hermoso, y al sur con el mar argentino
| Noroeste: Bahía Blanca  | Norte: Coronel Pringles | Noreste: Coronel Dorrego       |
| Oeste: Bahía Blanca     |                         | Este: Partido de Monte Hermoso |
| Suroeste: mar argentino | Sur: mar argentino      | Sureste: mar argentino         |

### Hidrografía
En cuanto a cursos de agua del distrito, se destaca el río Sauce Grande, el cual abastece de agua a la ciudad de Punta Alta, a Bahía Blanca y a otros centros urbanos cercanos.

### Clima
Debido a su latitud (38° sur), el clima del distrito se puede considerar templado de transición, de temperaturas moderadas. Los vientos son moderados; se registran las mayores frecuencias desde la dirección N-NO. Los rasgos climáticos se destacan por ser desde templados húmedos del este bonaerense al frío seco del sur, con temperaturas que oscilan entre 23,4 °C en el mes de enero y 7,9 °C en julio. 
La velocidad media del viento varía entre los 9 y los 13 km/h. Dichas características de intensidad y frecuencia permiten el aprovechamiento para la generación de energía eólica.
Con precipitaciones medias anuales de aproximadamente 600 mm. variables y una humedad relativa media del 68 %, es una región de períodos húmedos
y secos alternativamente. Las lluvias se concentran en primavera - verano, decrecen en otoño y se hacen mínimas en invierno.
| Parámetros climáticos promedio de Coronel Rosales | Parámetros climáticos promedio de Coronel Rosales | Parámetros climáticos promedio de Coronel Rosales | Parámetros climáticos promedio de Coronel Rosales | Parámetros climáticos promedio de Coronel Rosales | Parámetros climáticos promedio de Coronel Rosales | Parámetros climáticos promedio de Coronel Rosales | Parámetros climáticos promedio de Coronel Rosales | Parámetros climáticos promedio de Coronel Rosales | Parámetros climáticos promedio de Coronel Rosales | Parámetros climáticos promedio de Coronel Rosales | Parámetros climáticos promedio de Coronel Rosales | Parámetros climáticos promedio de Coronel Rosales | Parámetros climáticos promedio de Coronel Rosales |
| Mes                                               | Ene.                                              | Feb.                                              | Mar.                                              | Abr.                                              | May.                                              | Jun.                                              | Jul.                                              | Ago.                                              | Sep.                                              | Oct.                                              | Nov.                                              | Dic.                                              | Anual                                             |
| ------------------------------------------------- | ------------------------------------------------- | ------------------------------------------------- | ------------------------------------------------- | ------------------------------------------------- | ------------------------------------------------- | ------------------------------------------------- | ------------------------------------------------- | ------------------------------------------------- | ------------------------------------------------- | ------------------------------------------------- | ------------------------------------------------- | ------------------------------------------------- | ------------------------------------------------- |
| Temp. máx. media (°C)                             | 30.4                                              | 28.9                                              | 25.8                                              | 21.4                                              | 16.9                                              | 13.4                                              | 13.4                                              | 15.3                                              | 17.8                                              | 21.7                                              | 25.9                                              | 28.8                                              | 21.6                                              |
| Temp. media (°C)                                  | 22.9                                              | 21.8                                              | 19.5                                              | 15.5                                              | 11.7                                              | 8.6                                               | 8.3                                               | 9.5                                               | 11.7                                              | 14.9                                              | 18.7                                              | 21.4                                              | 15.3                                              |
| Temp. mín. media (°C)                             | 15.5                                              | 14.8                                              | 13.3                                              | 9.7                                               | 6.6                                               | 3.9                                               | 3.3                                               | 3.7                                               | 5.7                                               | 8.2                                               | 11.5                                              | 14                                                | 9.2                                               |
| Precipitación total (mm)                          | 53                                                | 53                                                | 84                                                | 52                                                | 41                                                | 29                                                | 39                                                | 24                                                | 44                                                | 52                                                | 48                                                | 61                                                | 580                                               |
| Días de precipitaciones (≥ 0.1 mm)                | 7                                                 | 6                                                 | 7                                                 | 6                                                 | 6                                                 | 5                                                 | 6                                                 | 5                                                 | 6                                                 | 9                                                 | 8                                                 | 8                                                 | 79                                                |
| Horas de sol                                      | 300.7                                             | 254.3                                             | 195.3                                             | 192.0                                             | 127.1                                             | 111.0                                             | 111.6                                             | 145.7                                             | 156.0                                             | 201.4                                             | 249.0                                             | 266.6                                             | 2310.7                                            |
| Humedad relativa (%)                              | 52                                                | 56                                                | 65                                                | 70                                                | 73                                                | 74                                                | 74                                                | 67                                                | 64                                                | 65                                                | 58                                                | 53                                                | 64                                                |
| Fuente: Climate-data.org 31 de marzo de 2015      |                                                   |                                                   |                                                   |                                                   |                                                   |                                                   |                                                   |                                                   |                                                   |                                                   |                                                   |                                                   |                                                   |

### Flora y Fauna
La ecorregión característica del espacio rosaleño es el pastizal pampeano en el que se combina una estepa herbácea psamófila, en ambientes más arenosos -médanos-, y la estepa arbustiva halófila, en ambientes más salitrosos. También se destaca la presencia de matorrales halófilos, que se complementa con las especies no autóctonas en establecimientos rurales y caminos.
El distrito comparte similitudes, en cuanto a flora y fauna, con la de sus partidos vecinos, como Villarino y Bahía Blanca. Debido a esto, comprenden una Reserva Natural, cuyo nombre es "Reserva Natural Bahía Blanca, Bahía Falsa y Bahía Verde".
Esta reserva consta de ambientes estuariales, los cuales presentan vegetaciones típicas como el jume, vidriera y palo azul, mientras que la fauna emblemática está representada por la almeja navaja, pescadilla, delfines, guanacos y la gaviota cangrejera, en serio riesgo de extinción.
En este contexto, el territorio rosaleño se destaca especialmente por su diversidad de aves. En el estuario de Bahía Blanca se han registrado hasta el momento 81 especies, que habitan el ambiente marino-costero, además de las aves terrestres que se localizan en los sectores más elevados de vegetación arbustiva y pastizales. Entre las especies marinas se destacan las gaviotas, gaviotines, petreles, chorlos playeros, garzas, patos, flamencos y otras especies que se localizan en las líneas de costa, los canales mayores y canales de marea, la zona intermareal, las desembocaduras de ríos, arroyos y las marismas.
En las dunas y pastizales habitan martinetas, perdices comunes y coloradas, ñandúes silvestres, tijeretas, calandrias, churrinches, pechos amarillos, loicas, verdones, tordos, cortarramas, chingolos, cabecitas negras, mistos, tordos músicos, piquitos de plata, entre otros.
Dentro de la fauna del pastizal pampeano se destacan el zorro, zorrinos, mulitas, liebres, vizcachas, comadrejas, entre otros.

### Reservas naturales en el partido
En las tierras del partido de Coronel Rosales se hallan tres reservas naturales, dos de las cuales son "áreas naturales protegidas de Argentina" y una comprende una "reserva natural de la defensa". Estas tres se detallan en el siguiente cuadro:
| Nombre                                                  | Año de creación | Tipo de reserva               | Localidad rosaleña más cercana                      | Superficie (ha)                       | Número de ley                                                                         | Contenido y propósito | Sitio Web                                                     |
| ------------------------------------------------------- | --------------- | ----------------------------- | --------------------------------------------------- | ------------------------------------- | ------------------------------------------------------------------------------------- | --- | ------------------------------------------------------------- |
| Reserva natural Bahía Blanca, Bahía Falsa y Bahía Verde | 1998            | Área natural protegida        | Villa del Mar                                       | 300 000 ha 1 800 000 ha contando agua | Ley 12 101                                                                            | Protege y conserva a numerosas islas como la Bermejo, Trinidad, Monte, Ariadna, Embudo, Conejo, Garzas y Zuraidas, además de un importante número de riachos y canales hasta llegar al mar abierto, que comprenden una rica flora -especies como jume, vidriera y palo azu- y fauna -navaja, pescadilla, delfines, guanacos y la gaviota cangrejera- | OPDS Archivado el 4 de septiembre de 2019 en Wayback Machine. |
| Reserva natural Pehuen Có-Monte Hermoso                 | 2005            | Área natural protegida        | Pehuen-Có                                           | 2000 ha                               | Ley provincial N.º 13 394                                                             | Fósiles y huellas correspondientes a megamamíferos extintos como Megaterio, Macrauchenia, Toxodon y Scellidotherium, hasta huellas de pies humanos de 7 mil años de antigüedad. | OPDS Archivado el 19 de abril de 2021 en Wayback Machine.     |
| Reserva natural de la defensa Baterías-Charles Darwin   | 2013            | Reserva natural de la defensa | Dentro de la Base Naval Puerto Belgrano, Punta Alta | 1000 ha                               | Protocolo firmado entre la Armada Argentina y la Administración de Parques Nacionales | Constituye un significativo sitio para la conservación de recursos paleontológicos, arqueológicos, históricos y culturales | Argentina.gob.ar                                              |

## Economía

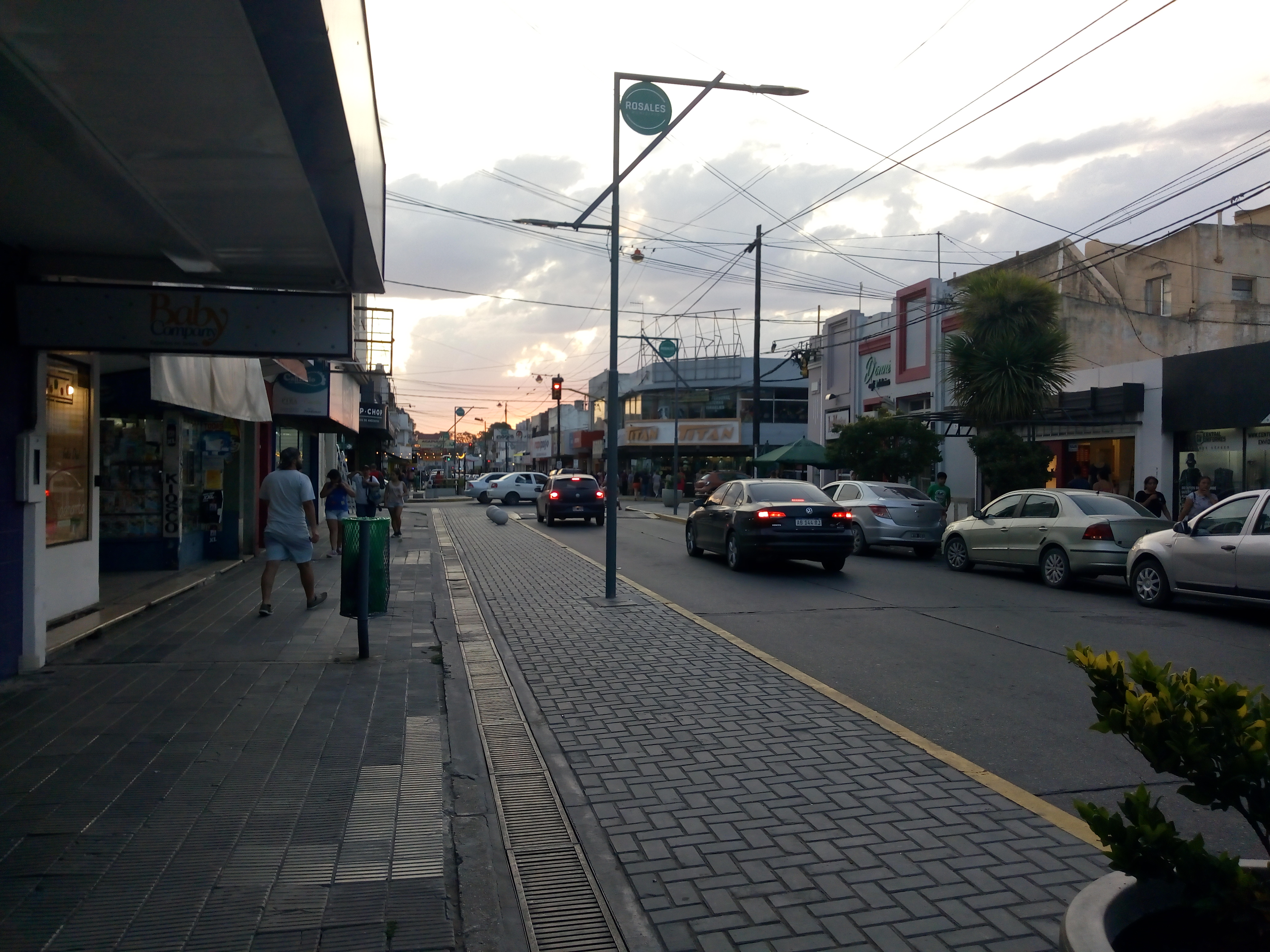
Microcentro rosaleño, en la ciudad cabecera de Punta Alta.

El sector productivo más característico de Rosales es el de servicios. En términos de cantidad de establecimientos, los locales comerciales son mayoría. En términos de ventajas competitivas el sector más importante es el Metalmecánico.
Las actividades de reparaciones navales son su mayor exponente. Su origen se desprende de la ubicación en el distrito de Puerto Belgrano, base militar que posee dos diques de carena utilizados para las reparaciones de embarcaciones de gran porte. De aquí se desprende una cantidad y un potencial de prestaciones de servicios para el aporte a la industria.
El distrito cuenta con potencialidad de turismo en la localidad de Pehuen-Có, lugar característico de sol y playa de importante afluencia de público en los meses veraniegos conformando una opción interesante en la costa atlántica.

### Sector primario
El distrito cuenta con recursos naturales y condiciones favorables (edafoclimáticas) para producciones ganaderas y agrícolas. La mayoría de los establecimientos agropecuarios de Coronel Rosales cuentan con una producción mixta (ganadero-agrícola). La ganadería es la que representa el mayor porcentaje entre ambas actividades.
Ganadería: Es la más desarrollada en el partido, realizándose recría o engorde de bovinos. La producciones ovinas y porcinas también crecen a menor escala en el distrito, entre los que se encuentra la producción de genéticas específicas para el desarrollo de distintos productos cárnicos de acuerdo a necesidades del productor.
La producción avícola está representada por criaderos de gallinas ponedoras, con actividad de producción y comercialización de huevos. Con respecto a la producción de carne avícola, dicha actividad está reducida a nivel familiar siendo su principal destino el autoconsumo.
La apicultura, es una producción presente en el distrito desde hace muchos años. Como consecuencia de la flora local se obtienen mieles de excelente calidad. La apicultura rosaleña representa, para la mayoría de los productores, una actividad complementaria.
Agricultura: En producción agrícola, los principales cultivos producidos en el distrito son los cereales de invierno, específicamente cebada y trigo. Con respecto a los cultivos de gruesa, la producción de sorgo granífero y maíz se encuentra reducida un sector del partido, característico por poseer los mejores suelos, utilizándose diferentes sistemas de riego para asegurar la presencia del recurso agua.
La olivicultura es una actividad que está presente en Coronel Rosales. Hoy es llevada adelante por un reducido número de establecimientos y se prevé que irá incrementándose localmente ya que el distrito cuenta con excelentes condiciones ambientales para esta producción.
La producción hortícola en el partido está representada por un bajo número de establecimientos productivos. En los últimos años ha disminuido los productores que desarrollaban dicha actividad y ha pasado a ser una producción complementaria.
Pesca: La producción pesquera está presente en el distrito en tres puntos de acceso al mar para la pesca; la villa balnearia Pehuen-Có, Villa del Mar y la actividad que se desarrolla en Puerto Rosales. Las principales especies de la zona son pescadilla, lenguado, gatuzo, palometa, pejerrey, corvina y camarones.
El volumen de captura, representa una oportunidad para el desarrollo de actividades complementarias con agregado de valor local, tanto para congelamiento, como fraccionamiento y procesamiento de productos y derivados.

### Sector secundario

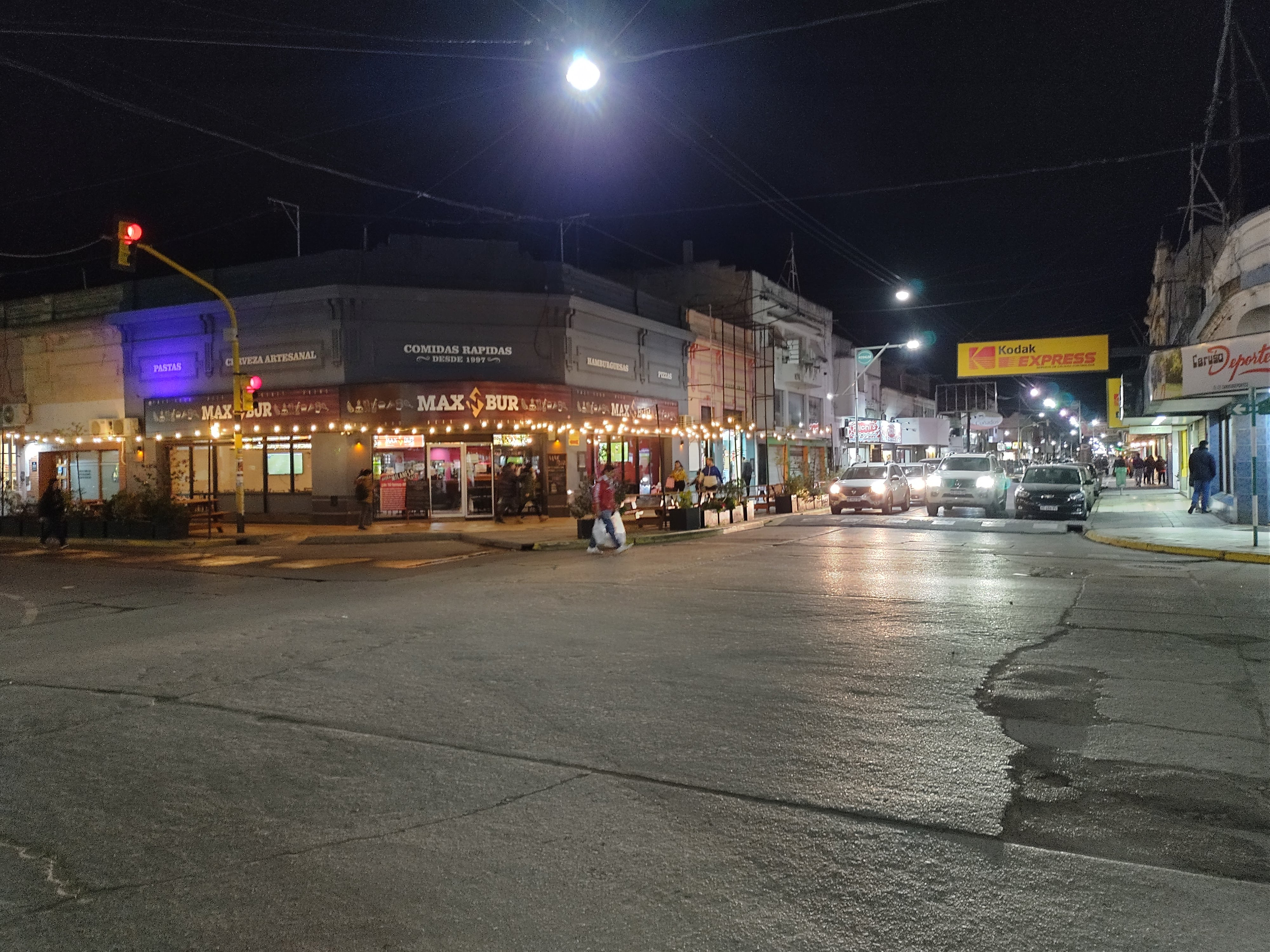
Zona céntrica de Punta Alta, en la intersección de las calles Bernardo de Irigoyen y Humberto I.

Industria naval: En el distrito se desarrolla fuertemente la rama metalmecánica, de servicios industriales especializados principalmente en lo naval. Entre las principales reparaciones navales del sector podemos mencionar los trabajos que se realizan en seco para reparación y mantenimiento de casco, tratamientos de superficie y aplicación de revestimientos protectivos; también trabajos de línea de ejes y timón, anclas y cadenas, tornería, fresado, trabajos eléctricos, hidráulicos y de carpintería.
En las dársenas de este puerto militar se encuentran los diques de carena más grandes de la Argentina, capaces de albergar barcos de una longitud (eslora) de 235 metros, útiles para la realización de todo el mantenimiento planificado y correctivo que las embarcaciones de gran porte necesitan para realizar sus actividades comerciales o militares.
En las propias instalaciones del puerto funciona el Arsenal Naval Militar más importante del país. Este sector cuenta con mano obra calificada de gran capacidad y experiencia, que posiciona a la industria local como referentes del sector nacional y que presta sus servicios a lo largo de toda la argentina, con base principal en el distrito.
Industria alimentaria: En el ámbito urbano se localizan poco más de 50 locales industriales vinculados mayoritariamente a las demandas locales y regionales de bienes de consumo no durables y con la producción de agroalimentos. La principal característica de estas es su conformación de micro y pequeñas empresas.
Otras actividades importantes son: la construcción, la metalurgia y las industrias del plástico y la talabartería. Pueden citarse numerosas panaderías, fábricas de pastas, imprentas y mueblerías.

### Sector terciario
El sector terciario está compuesto por una estructura relacionada con tareas de fabricación, reparación y mantenimiento realizadas por el complejo naval de Puerto Belgrano, donde los Talleres Generales están especializados, con un alto nivel de calificación de la mano de obra. Se destacan por sus actividades de mantenimiento y reparación de la Flota de Mar. Idénticas actividades se realizan a buques de terceros, a través de pequeñas y medianas empresas de carácter privado.

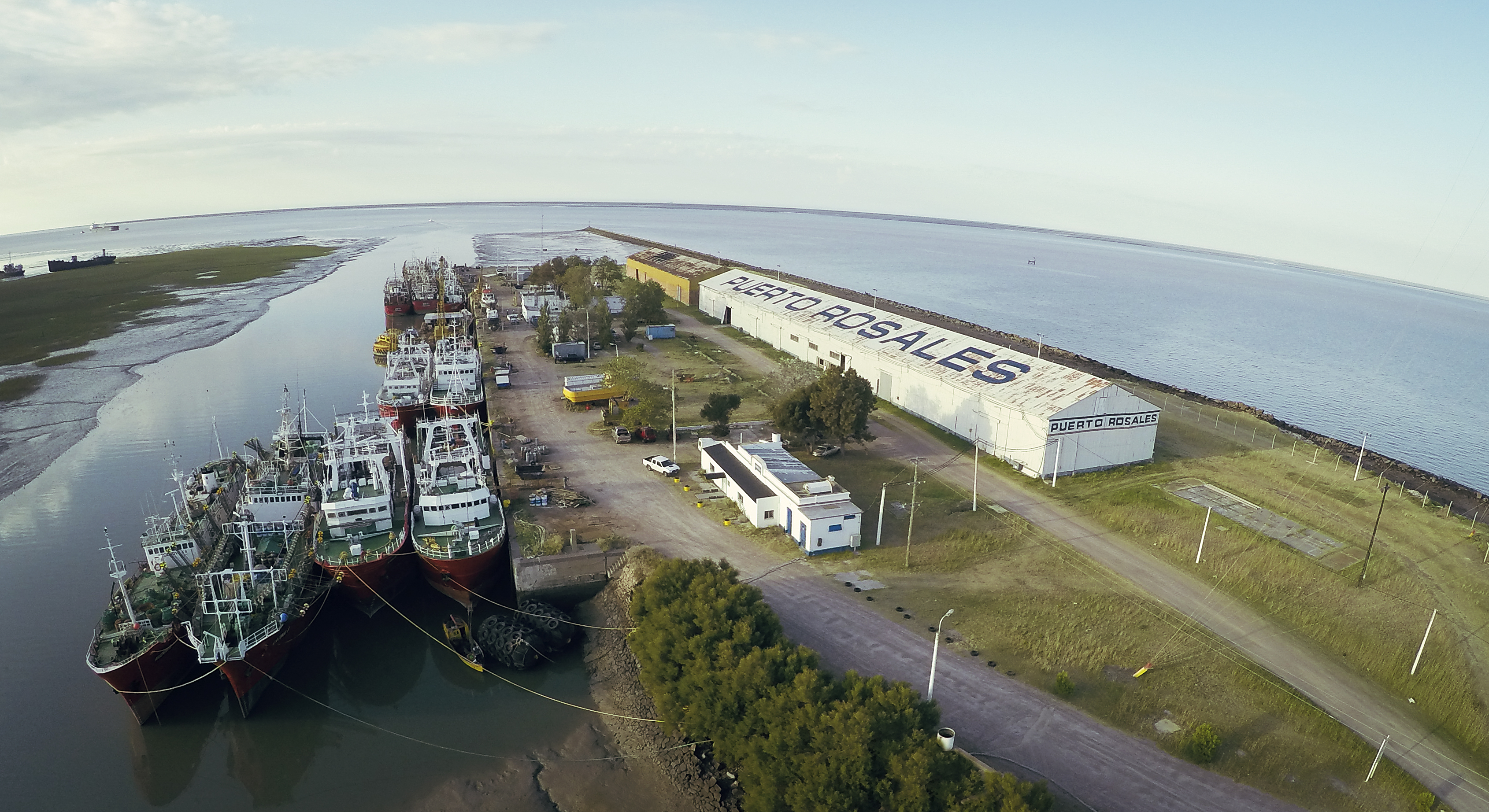
Vista aérea de Puerto Rosales.

Actividad portuaria: Puerto Rosales es una Delegación Portuaria que depende de la Subsecretaría de actividades Portuarias de la Provincia de Buenos Aires.
Posee un muelle continuo de 300 metros de longitud con una profundidad de diseño de 30’, actualmente oscilando los 24’.
La principal actividad operativa del puerto la dan las lanchas y pontones de apoyo a las tareas de remolcadores en monoboyas de amarre, lanchas de pesca artesanal, de turismo y deportivas.
Es importante el manejo de combustibles a través de la empresa petrolera OilTanking Ebytem que, a través de dos monoboyas instaladas para el amarre de buques petroleros denominadas Punta Ancla y Punta Cigüeña, representa entre el 50 % y 60 % del tonelaje total que circula por los puertos de la bahía.
Las mismas se encuentran vinculadas a tierra por una cañería submarina de 2 000 metros de longitud que las conecta con un sistema de bombeo, parque de tanques y un oleoducto que lleva el producto hasta la ciudad de La Plata. El movimiento anual del hidrocarburo es de 11 millones de toneladas al año.
Zona Franca: El área operativa de dicha zona se encuentra contigua a Puerto Rosales y tiene el propósito de simplificar los servicios asociados a la logísitca, ofreciendo servicios de planificación y configuración de pedidos, rotulación, etiquetado, fraccionamiento, control de calidad y entrega en plantas, como así también servicios de conservación y mejoramiento de la mercadería. Cuenta con ventajas arancelarias para la importación de insumos y tecnología para la industria.

### Turismo

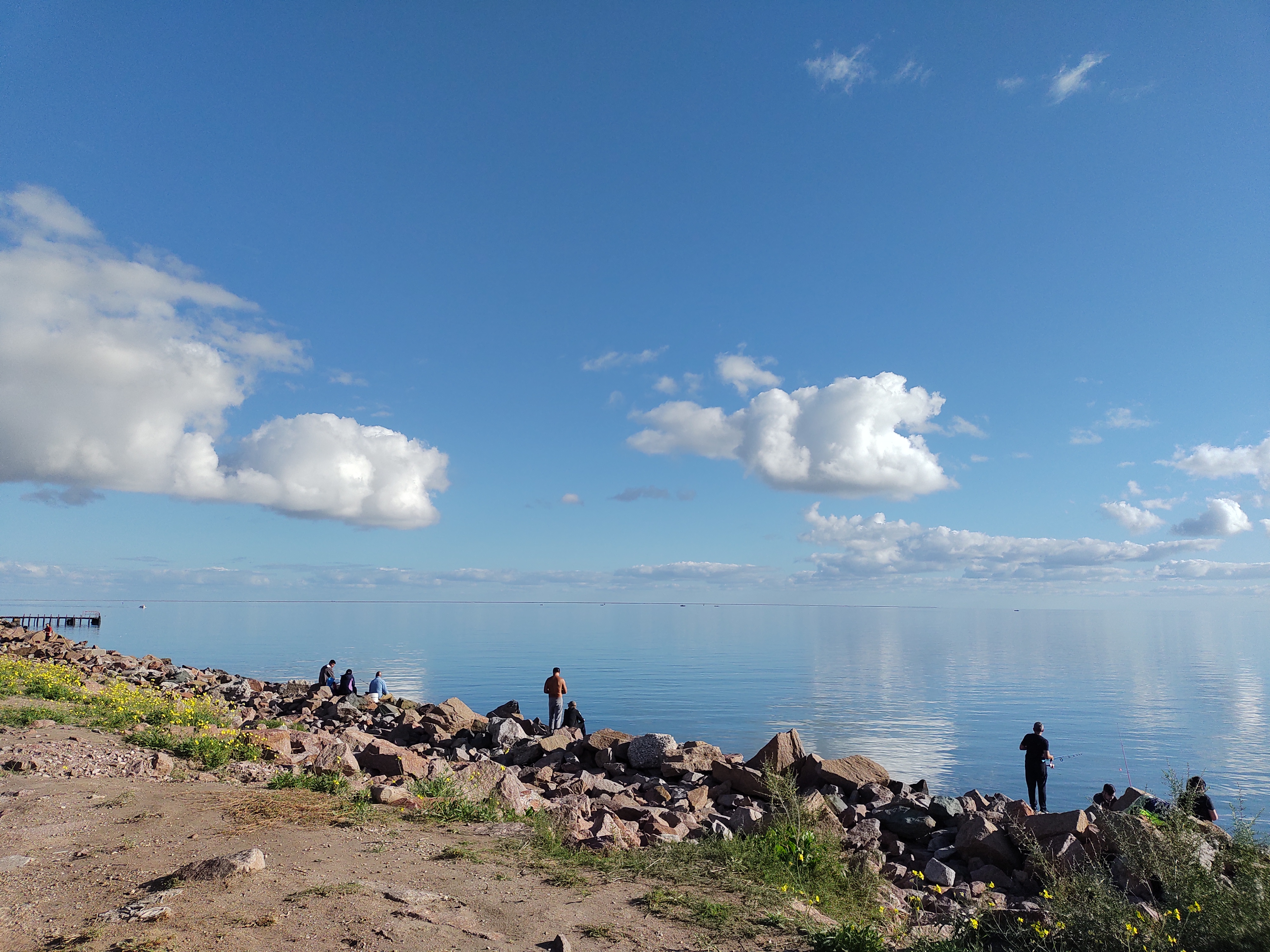
Balneario Arroyo Pareja, Punta Alta.

El distrito cuenta con distintas zonas turísticas a lo largo y ancho del mismo, las cuales son:

#### Arroyo Pareja
Situado en la localidad rosaleña de Punta Alta, este balneario cuenta con cantina equipada con fogones, campin, baterías de baños públicos con duchas, estacionamiento libre y servicio de guardavidas.

#### Punta Ancla
Se encuentra ubicada dentro de la base de Infantería de Marina, perteneciente a la Base Naval Puerto Belgrano, a 17 km de la ciudad de Punta Alta. Se encuentra abierto al público en temporada estival. Cuenta con servicios de cantina, baños, sala de primeros auxilios, estacionamiento, y servicio de guardavidas.

#### Pehuen-Có

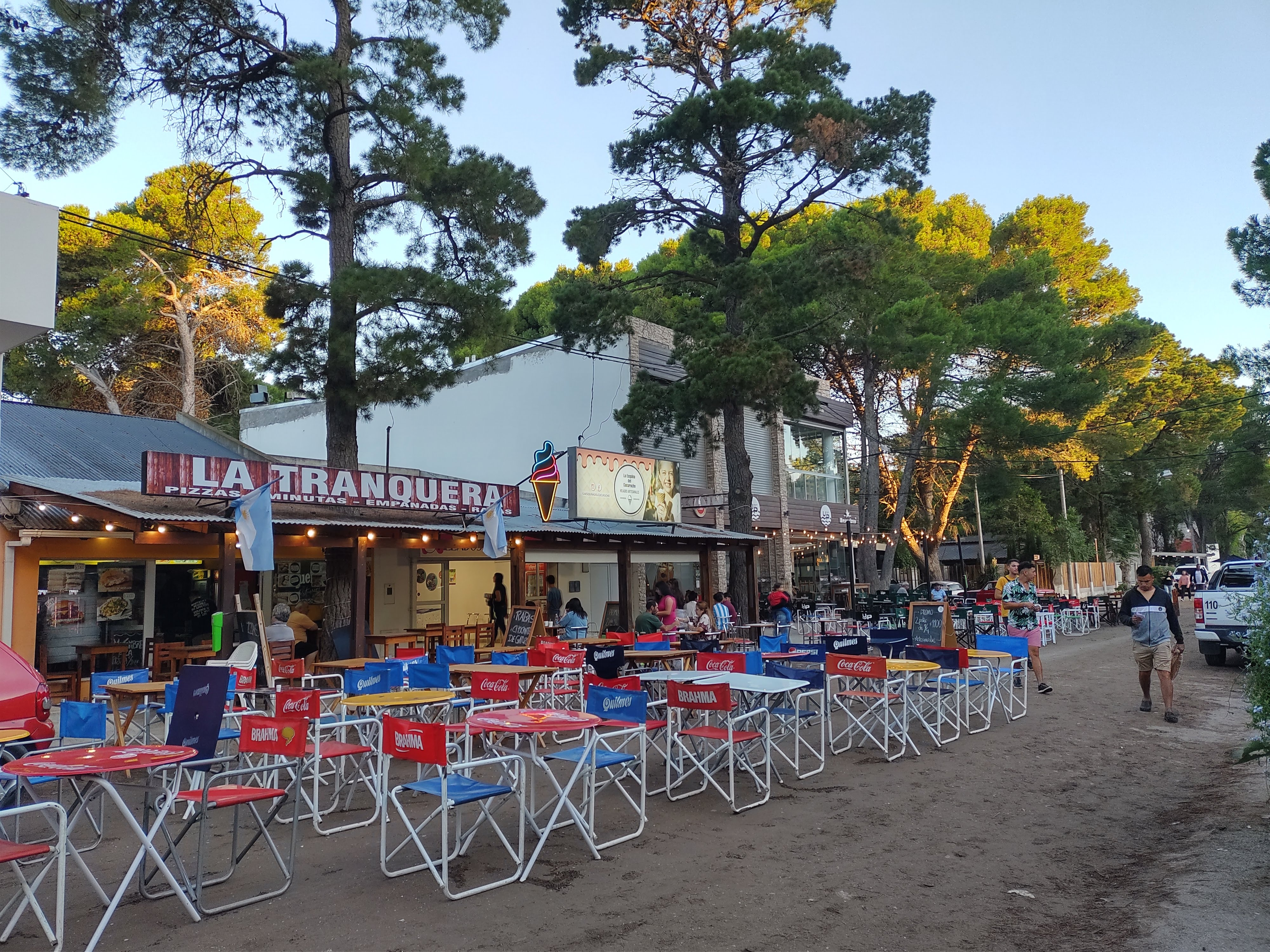
Calle Almirante Brown peatonalizada.

La localidad de Pehuen-Có, cuyo nombre proviene del araucano, significa pinos y agua. Es el centro turístico más importante del distrito; se encuentra a solo 68Km de Punta Alta y su ingreso es por la RN N.º 3 N empalmando a la altura del km 640 con la Ruta Provincial 113/2.
Sus calles no tiene asfalto y están cubierta por árboles altos. Consta con una zona comercial, la cual por las noches en temporada estival se transforma en peatonal, contando con espectáculos musicales, teatro callejero y funciones especiales para niños. Además, contiene algunas construcciones llamativas, como 'La casa barco', o la 'Casa molino'.
Contiene un aproximado de 10 bajadas a la playa, las cuales 2 de estas permite la bajada de automotores 4x4. Sus aguas son las más cálidas de toda la costa Atlántica.
Cuenta con un bosque, el denominado "Bosque Encantado", el cual trata de 105 hectáreas forestadas con pinos, eucaliptos y cipreses, los cuales contrastan con dunas inmensas y se entrelazan con el mar. Se encuentra a 3 km del casco urbano. Allí se encuentra el campin municipal, que ofrece todos los servicios necesarios para el acampante y el vivero Pablo Lorentz, cuya producción estaba destinada a autoabastecimiento forestal y a la provisión de especies a pobladores del lugar.
Se puede visitar a su vez la reserva natural Pehuen Có-Monte Hermoso, también conocida como "Las huellas". Consiste en un yacimiento de paleoicnitas ubicado a 2.000 metros al este de la localidad de Pehuen-Có, conformado por afloramientos de rocas arcillosas sobre la playa. Hace 12 000 años, miles de huellas de animales extinguidos tales como megaterios, mastodontes, macrauquenias y gliptodontes, entre otros, quedaron impresas.

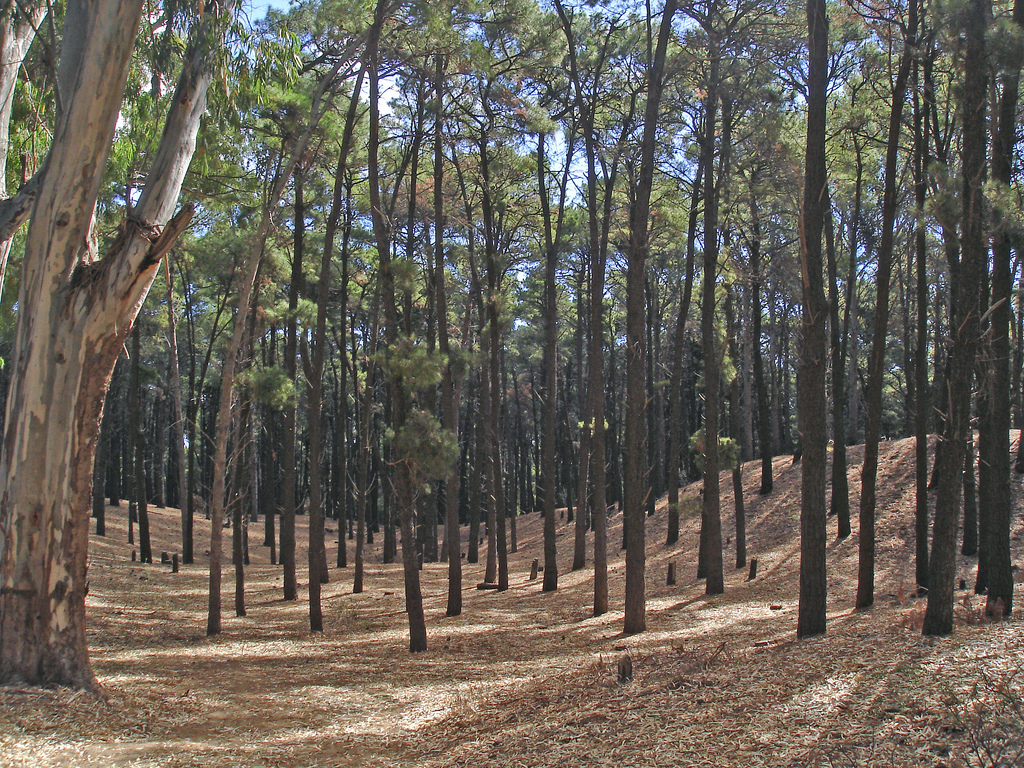
Bosque Encantado.
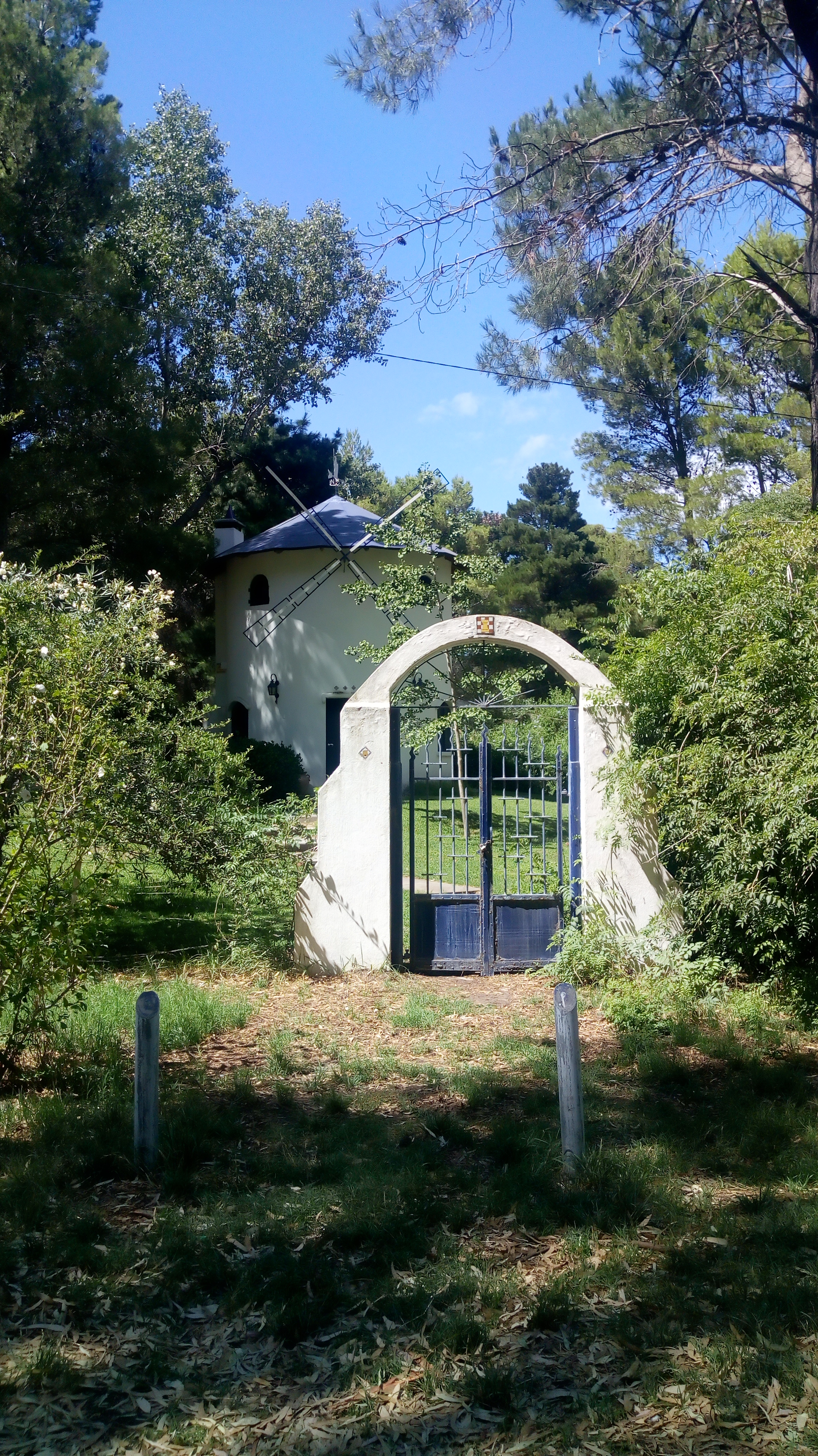
Casa Molino, Pehuen Co.
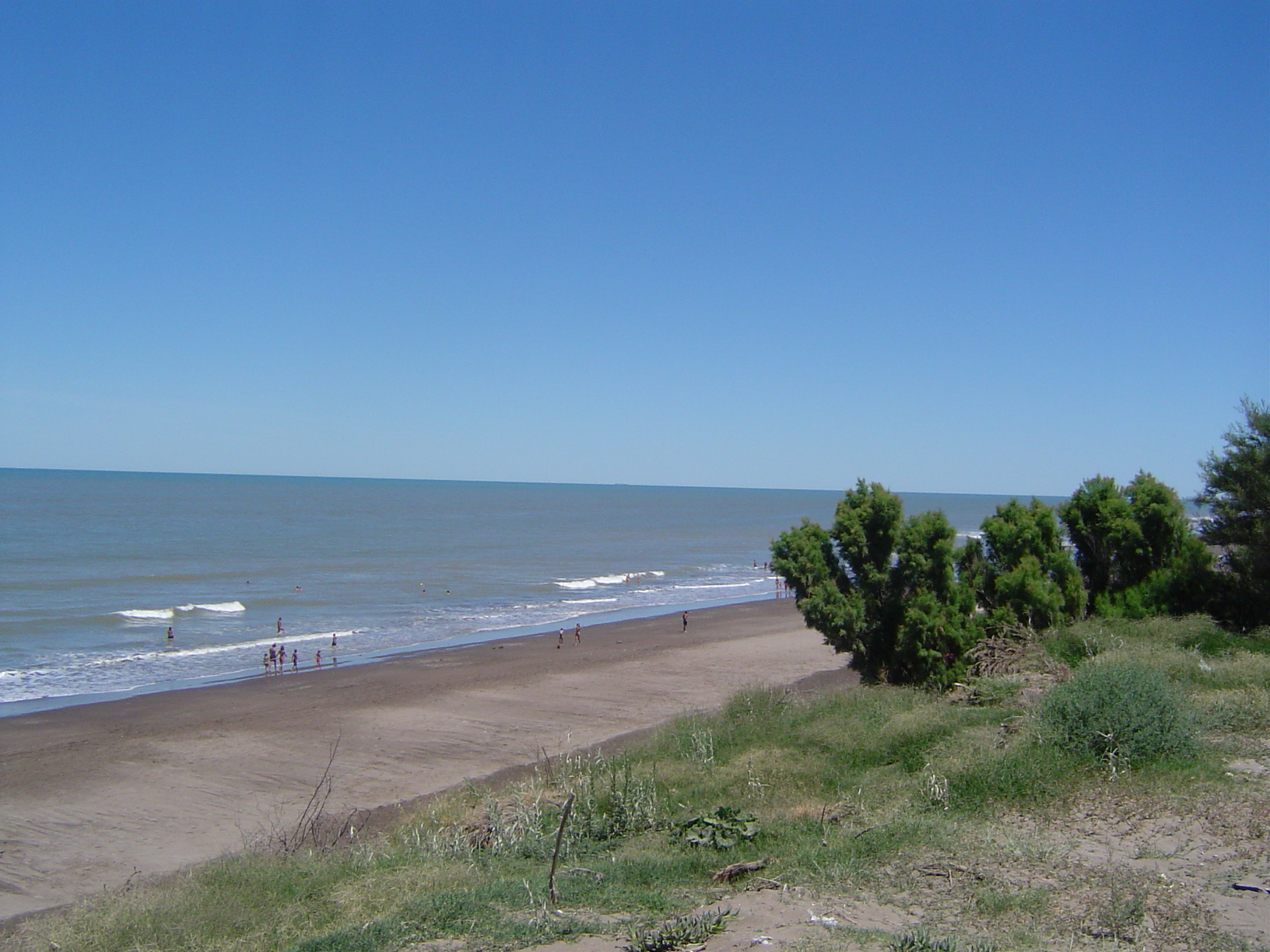
Playas de Pehuen Co.

## Población
Según los datos del censo argentino de 2022, realizado por el Instituto Nacional de Estadística de Censos, la población del partido de Coronel Rosales totalizó en 67 503 habitantes, lo que representa un incremento de 8,6 % frente al censo del año 2010. La población se concentra mayoritariamente en la ciudad cabecera del distrito, Punta Alta, y se distribuye en las distintas localidades que lo componen.
| Gráfica de evolución demográfica de Coronel Rosales entre 1947 y 2022 |
|                                                                       |
| Fuente: Fuente: censos nacionales del INDEC                           |

### Localidades por población
| Ciudades y localidades por población y variación intercensal | Ciudades y localidades por población y variación intercensal | Ciudades y localidades por población y variación intercensal | Ciudades y localidades por población y variación intercensal | Ciudades y localidades por población y variación intercensal |
| Puesto                                                       | Ciudad/Localidad                                             | Población                                                    | Variación intercensal                                        |                                                              |
| ------------------------------------------------------------ | ------------------------------------------------------------ | ------------------------------------------------------------ | ------------------------------------------------------------ | ------------------------------------------------------------ |
| 1                                                            | Punta Alta                                                   | 64 244                                                       | 10,1 %                                                       |                                                              |
| 2                                                            | Villa General Arias                                          | [ Nota 1 ]                                                   | -                                                            |                                                              |
| 3                                                            | Balneario Pehuen-Có                                          | 838                                                          | 23,0 %                                                       |                                                              |
| 4                                                            | Pago Chico                                                   | [ Nota 3 ]                                                   | -                                                            |                                                              |
| 5                                                            | Villa del Mar                                                | [ Nota 4 ]                                                   | -                                                            |                                                              |
| 6                                                            | Bajo Hondo                                                   | 165                                                          | 0.6 %                                                        |                                                              |
| 7                                                            | Calderón                                                     | 69                                                           | -                                                            |                                                              |
| Fuente del Censo Nacional del INDEC 2022                     |                                                              |                                                              |                                                              |                                                              |

### Localidades y asentamientos
A continuación, un cuadro con las localidades y asentamientos principales de Coronel Rosales, acompañado del mapa del partido:

Vista al casco céntrico de la ciudad Punta alta.

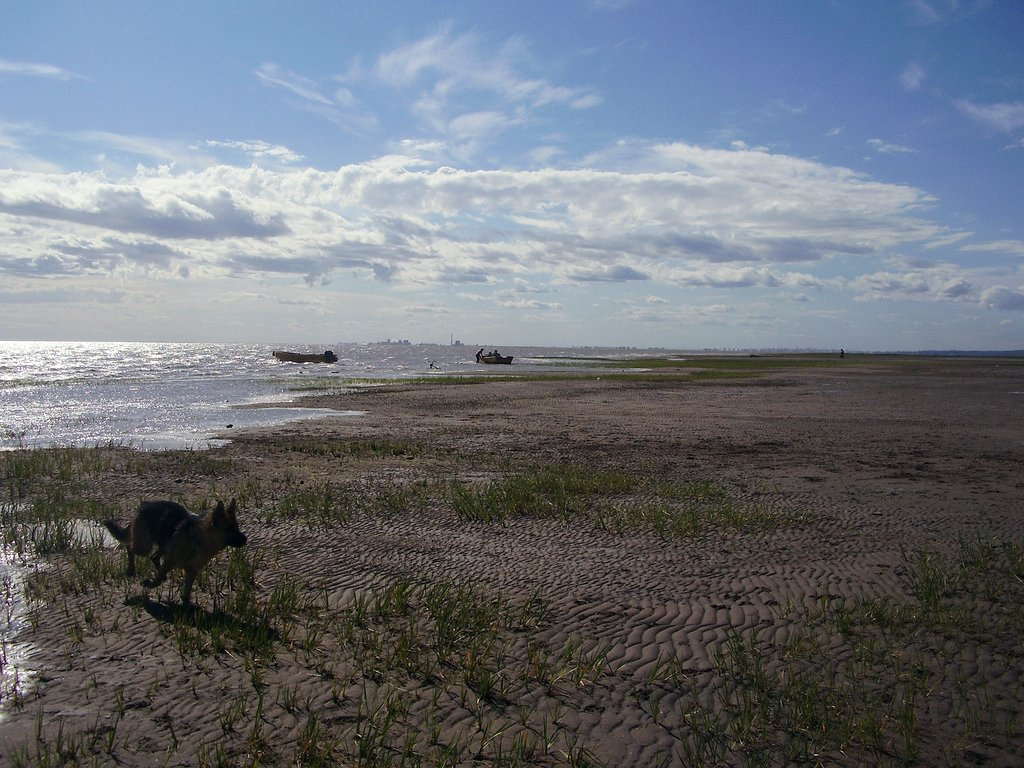
Pleamar en la localidad de Villa del Mar.

| Localidades dentro del partido        | Localidades dentro del partido | Localidades dentro del partido | Localidades dentro del partido |
| Localidad                             | Descripción | Año fundacional                | Código Postal                  |
| ------------------------------------- | --- | ------------------------------ | ------------------------------ |
| Punta Alta                            | Ciudad cabecera del partido. Asiento de los poderes del estado municipal; Departamento Ejecutivo y Departamento Legislativo, a cargo del intendente municipal y del Concejo Deliberante respectivamente. | 1898                           | 8109                           |
| Villa General Arias                   | Localidad enfocada a la producción primaria con quintas de hortalizas y frutales. Se encuentra en la RN 229, a escasos kilómetros con el empalme de la RN 3. | 1898                           | 8101                           |
| Balneario Pehuen-Có                   | Localidad balnearia y principal centro turístico del partido. Se llega a través de la ruta provincial 113/2, que empalma con la RN 3 a la altura del km 540. | 1948                           | 8109                           |
| Villa del Mar                         | Villa balnearia con puerto deportivo, se encuentra en la RN229. | 1931                           | 8109                           |
| Bajo Hondo                            | Pequeño centro poblado con una importante actividad agrícola y donde se destaca un molino harinero. Se encuentra a 3 km de la RN 3 "km 633". | 1891                           | 8115                           |
| Calderón                              | Localidad con actividad rural. Se destacan dos importantes emprendimientos: un criadero de pollos y un establecimiento dedicado al cultivo de champiñones. Se ingresa por la misma ruta y por medio de un empalme con camino consolidado, a 3 km adelante. | 1909                           | 8101                           |
| Paso Mayor                            | Paraje rural cuya población es dispersa. Su actividad es la rural, destacándose el trigo, soja y sorgo, además de la agrícola. | 1910                           | 8109                           |
| Balnearios                            | |                                |                                |
| Arroyo Pareja                         | Balneario a 3 km de Punta Alta. Cuenta con cantinas y parrillas para el público, además de una playa. | 1922                           | 8111                           |
| Punta Ancla                           | Balneario a 17 km de Punta Alta. Esta es la última playa del litoral marítimo bonaerense antes de llegar a Bahía Blanca. | n/a                            | n/a                            |
| Bases navales y puertos               | |                                |                                |
| Puerto Rosales                        | Puerto comercial de Punta Alta. Se encuentra bajo jurisdicción de la provincia de Buenos Aires, en territorio del partido. Integrante de la zona Franca Bahía Blanca-Coronel Rosales. | 1922                           | 8111                           |
| Base Naval Puerto Belgrano            | Puerto militar. Se encuentra bajo jurisdicción federal dentro del territorio del partido (en virtud de la reforma constitucional de 1994, se suprime la figura de Territorio Federal, el área ocupada por la Base Naval y Batería quedó integrada plenamente al territorio de la provincia de Buenos Aires; por lo tanto, estas unidades militares de la Nación forman parte a partir de entonces, del partido de Coronel Rosales. Únicamente mantienen su Jurisdicción Federal, como otras dependencias del Estado Nacional) | 1898                           | 8111                           |
| Base de Infantería de Marina Baterías | Construida junto con la Base Naval de Puerto Belgrano, servía a la defensa de esta merced a sus baterías de cañones Krupp, hoy desafectados. La IV Batería es Monumento Histórico Nacional. | 1959                           | 8113                           |
|                                       | |                                |                                |

## Salud
El partido de Coronel Rosales consta de la siguiente cantidad de hospitales, Centros de Atención Primaria de Salud (CAPS) y salas médicas en todo el distrito, detallados en el siguiente cuadro:

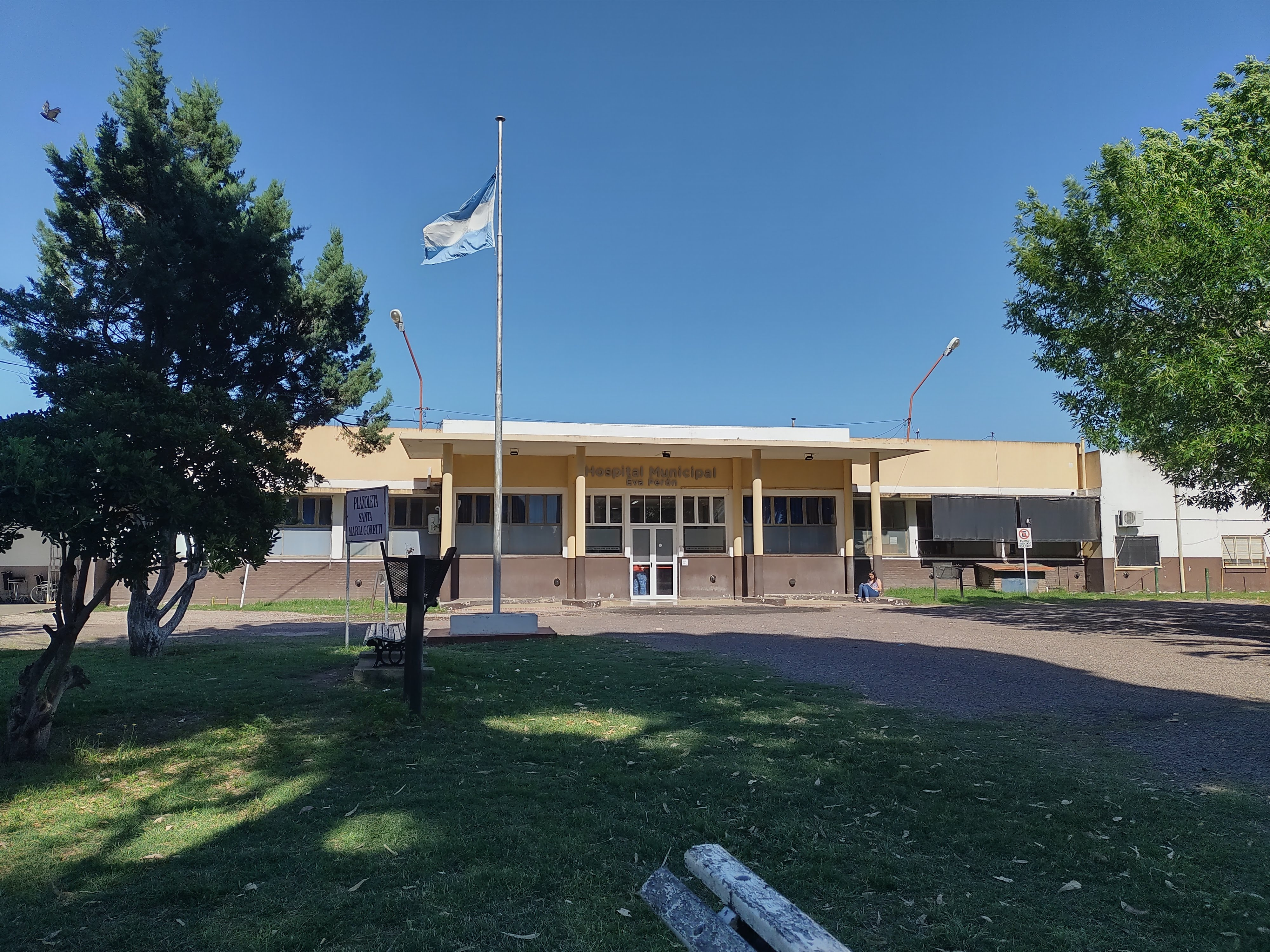
Hospital Municipal "Eva Perón" en la ciudad de Punta Alta.

| Edificios de Salud en el distrito                            | Edificios de Salud en el distrito | Edificios de Salud en el distrito | Edificios de Salud en el distrito |
| Localidad                                                    | Establecimiento                   | Calle y dirección                 |                                   |
| ------------------------------------------------------------ | --------------------------------- | --------------------------------- | --------------------------------- |
| Punta Alta                                                   |                                   |                                   |                                   |
| Hospital Municipal Eva Perón                                 | Uriburu n.º 650                   |                                   |                                   |
| Hogar Municipal del Anciano                                  | Bernardo de Irigoyen n.º 746      |                                   |                                   |
| Centro de Atención Primaria/Adicciones                       | Mitre N.º 70                      |                                   |                                   |
| Centro de Atención Primaria Zona Sur                         | Avenida Tucumán N.º 816           |                                   |                                   |
| Sala Médica Ciudad Atlántida                                 | Gral. Paz n.º 150                 |                                   |                                   |
| Sala de Atención Primaria Villa Laura                        | Dufour y Rosario                  |                                   |                                   |
| Sala Médica El Congreso                                      | Corrientes n.º 1051               |                                   |                                   |
| Sala Médica Ingeniero Luiggi                                 | de la Madre n.º 1050              |                                   |                                   |
| Sala Médica El Trébol                                        | Hipólito Irigoyen n.º 175         |                                   |                                   |
| Sala Médica Los Rosales                                      | 12 de octubre n.º 646             |                                   |                                   |
| Sala Médica Nueva Bahía Blanca                               | Tierra del Fuego n.º 584          |                                   |                                   |
| BNPB                                                         | Hospital Naval Puerto Belgrano    | S/D                               |                                   |
| Pehuen-Có                                                    | Sala Médica Pehuen-Có             | Villanueva y Espora               |                                   |
| Bajo Hondo                                                   | Sala Médica Bajo Hondo            | Enzo Testani S/N                  |                                   |
| Villa del Mar                                                | Sala Médica Villa del Mar         | Rivadavia n.º 355                 |                                   |
| Villa General Arias                                          | Sala Médica Villa General Arias   | M. A. Cané y Venezuela            |                                   |
| Fuente: Ministerio de Salud de la provincia de Buenos Aires. |                                   |                                   |                                   |

## Educación
Coronel Rosales cuenta con distintos ciclos y modalidades en educación: preescolar, primaria, secundaria, educación especial y terciario. El partido, a su vez, cuenta con un importante número de establecimientos estatales y privados, los cuales se extienden a lo largo de las localidades que se encuentran dentro de su territorio, pero que se concentran en la ciudad cabecera de Punta Alta.
| Números de establecimientos educativos en Coronel Rosales | Números de establecimientos educativos en Coronel Rosales |
| Ciclo                                                     | Número de establecimientos                                |
| --------------------------------------------------------- | --------------------------------------------------------- |
| Inicial                                                   | 28                                                        |
| Primario                                                  | 35                                                        |
| Secundario                                                | 19                                                        |
| Especial                                                  | 3                                                         |
| Terciarios                                                | 16                                                        |
| Universidades                                             | 2                                                         |
| Fuente: Consejo escolar de Coronel Rosales                |                                                           |

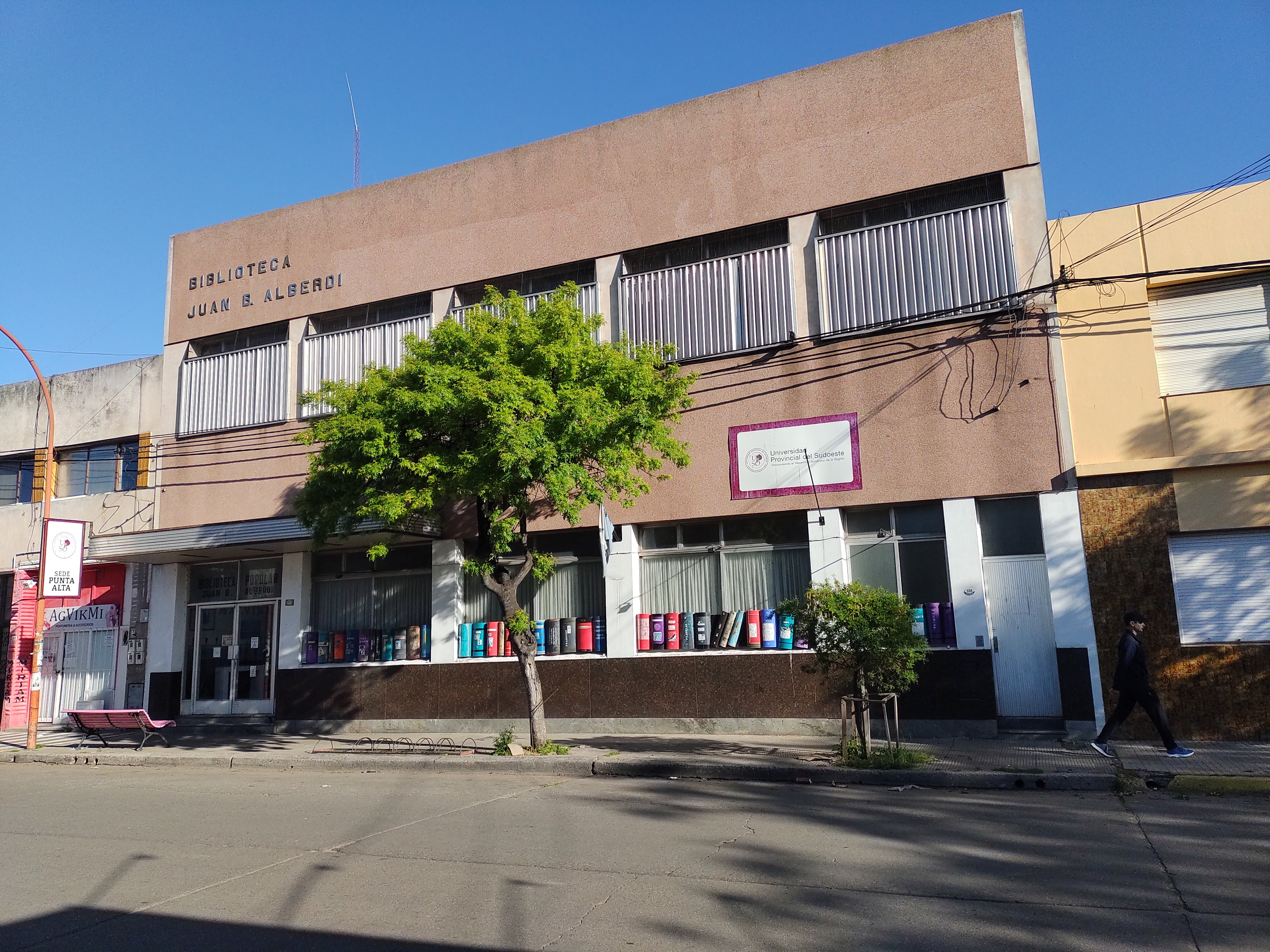
Biblioteca Popular y Centro Cultural "Juan Bautista Alberdi" en Punta Alta.

Por su parte, la ciudad de Punta Alta cuenta con dos sedes universitarias; una sede de la Universidad Provincial del Sudoeste y otra de la Universidad Siglo 21.
Se destaca a su vez que el Partido de Bahía Blanca, vecino de Coronel Rosales, consta de enseñanza universitaria que comprende un alcance regional, encontrándose la Universidad Nacional del Sur y la Universidad Tecnológica Nacional.

## Seguridad
El partido de Coronel Rosales cuenta con dependencias policiales a cargo del Ministerio de Seguridad de la provincia de Buenos Aires. La principal dependencia es la Estación de Policía de Seguridad Comunal en la localidad de Punta Alta, donde a su vez en esa ciudad se despliega una Comisaría de la Mujer y la Familia, dos destacamentos policiales en el barrio Ciudad Atlántida (zona sur de la ciudad) y un puesto de vigilancia en la zona norte.
En lo que respecta al resto del partido, en Bajo Hondo existe un Comando de Prevención Rural y un puesto de vigilancia. A su vez, tanto Pehuen-Có como Villa Arias cuentan con un destacamento policial propio.
A continuación, un cuadro con los datos del Informe del Sistema Nacional de Información Criminal elaborado por la Dirección Nacional de Estadística Criminal del Ministerio de Seguridad de la Nación  para el año 2022, relevando los datos más importantes en cuanto a seguridad en el distrito:
| Datos delictivos en Coronel Rosales                          | Datos delictivos en Coronel Rosales | Datos delictivos en Coronel Rosales | Datos delictivos en Coronel Rosales | Datos delictivos en Coronel Rosales | Datos delictivos en Coronel Rosales |
| Tipo de delito                                               | Cantidad de víctimas                | Cantidad de víctimas                | Tasa                                | Tasa                                | Variación (2021-2022)               |
| Tipo de delito                                               | 2021                                | 2022                                | 2021                                | 2022                                | Variación (2021-2022)               |
| ------------------------------------------------------------ | ----------------------------------- | ----------------------------------- | ----------------------------------- | ----------------------------------- | ----------------------------------- |
| Homicidios Dolosos                                           | 3                                   | 1                                   | 4,7                                 | 1,6                                 | -66,7                               |
|                                                              |                                     |                                     |                                     |                                     |                                     |
| Lesiones dolosas                                             | 440                                 | 530                                 | 692,0                               | 832,6                               | 20,3%                               |
|                                                              |                                     |                                     |                                     |                                     |                                     |
| Robos totales                                                | 135                                 | 170                                 | 212,3                               | 267,1                               | 25,8%                               |
|                                                              |                                     |                                     |                                     |                                     |                                     |
| Hurtos (y tentativas)                                        | 308                                 | 339                                 | 484,4                               | 532,6                               | 9,9%                                |
|                                                              |                                     |                                     |                                     |                                     |                                     |
| Delitos contra la integridad sexual                          | 79                                  | 127                                 | 124,3                               | 199,5                               | 60,6%                               |
|                                                              |                                     |                                     |                                     |                                     |                                     |
| Delitos de tenencia y tráfico de estupefacientes             | 30                                  | 38                                  | 47,2                                | 59,7                                | 26,5%                               |
| Fuente: Informe del Sistema Nacional de Información Criminal |                                     |                                     |                                     |                                     |                                     |

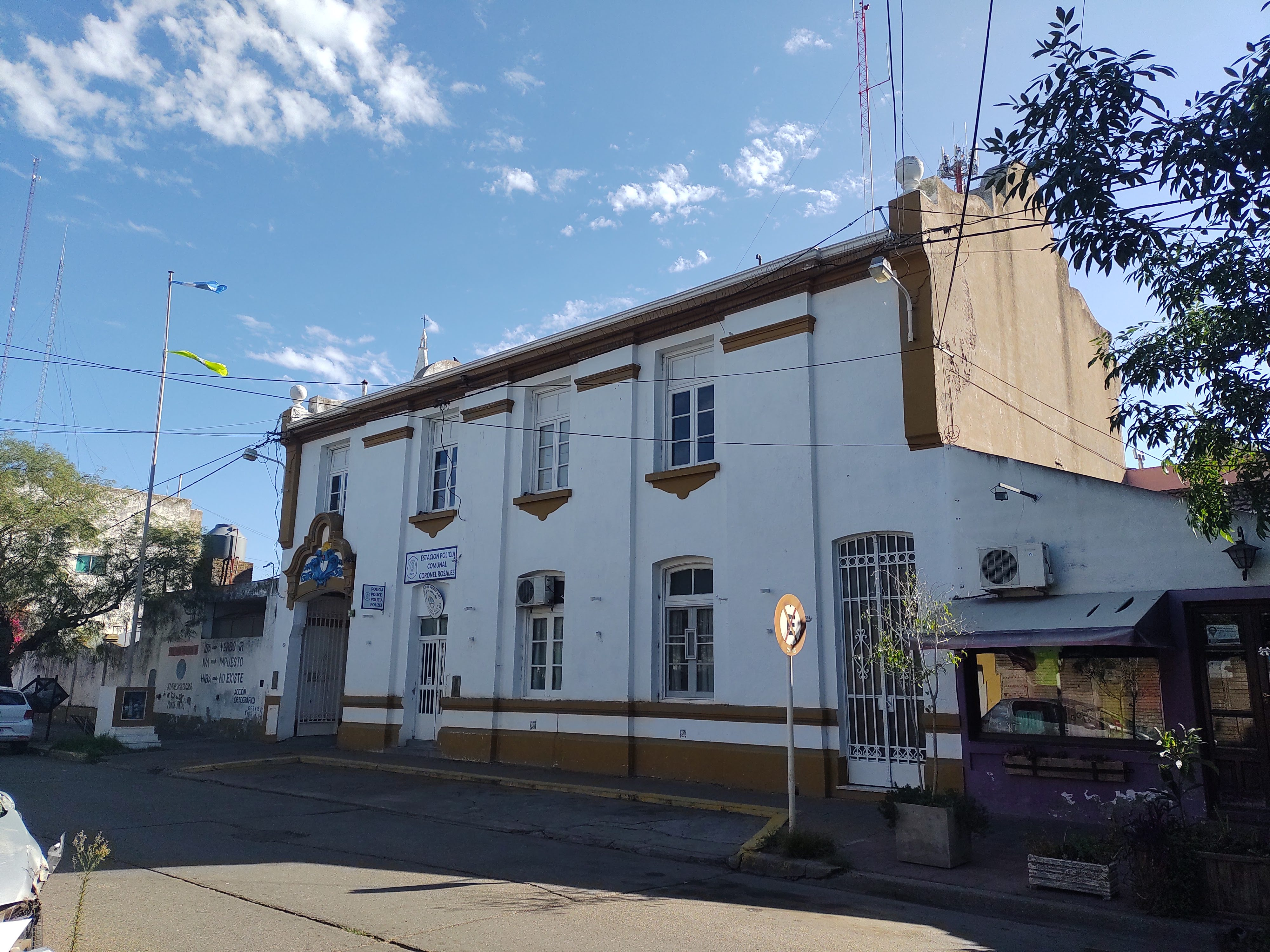
Estación de Policía Comunal de Coronel Rosales en la ciudad de Punta Alta.

Se destaca a su vez que en las inmediaciones de Puerto Rosales tiene jurisdicción la Prefectura Naval Argentina, donde tiene un destacamento. También, dentro de los límites de la Base Naval Puerto Belgrano la seguridad es brindada por la Policía de Establecimientos Navales.

## Bomberos voluntarios en Coronel Rosales
El partido consta de dos asociaciones de bomberos voluntarios, una en la ciudad de Punta Alta y otra en la localidad balnearia de Pehuen Co.

### Bomberos voluntarios de Punta Alta
La Asociación Bomberos Voluntarios de Punta Alta fue fundada el 12 de mayo de 1927, momento en el cual la antigua Sociedad de Fomento de Punta Alta decidió que debía organizarse un Cuartel de Bomberos que pudiese atender los siniestros que ocurrieran en la ciudad.
Esta asociación de bomberos es el Cuartel N.º 18 del país y forma parte de la “Federación centro sur de asociaciones de bomberos de la provincia de Buenos Aires”. El cuartel central cuenta con alrededor de 50 bomberos entre hombres y mujeres y tiene una Subcomisión de Damas que colaboran permanentemente en la organización de eventos para recaudar fondos.
El plantel de vehículos disponibles alcanza las 11 unidades, entre autobombas, cisternas, camiones de rescate, transporte de personal y camionetas. También, consta con herramientas especializadas para el trabajo en Accidentes como por ejemplo Tijeras hidráulicas, expansores, cizallas, herramientas neumáticas y muchos más que sirven para ese tipo de tareas específicas.
El cuartel central de Punta Alta realiza tareas en la ciudad ya nombrada, como así también en las localidades rosaleñas de Villa Arias, Villa del Mar y Bajo Hondo, las cuales no tienen central de bomberos debido a la cercanía a la unidad central de Punta Alta. También, cuando los siniestros son muy importantes, actúa junto a los bomberos voluntarios de Pehuén-Co en dicha localidad, como así también en las localidades de la región.

#### Grupo K9 de los bomberos voluntarios de Punta Alta
El grupo de perros K9 de los bomberos voluntarios fue fundado el 20 de mayo de 2014. En la actualidad, cuenta con 8 miembros y 9 canes, de los cuales 3 son cachorros en preparación. En caso importantes son solicitados por la justicia o entes de seguridad con el fin de la búsqueda y rescate del individuo.
Entre las actuaciones más conocidas, se destaca el hallazgo del cuerpo de Araceli Fulles el 28 de abril de 2017, donde primero encontraron sus pertenencias y finalmente el cuerpo de la chica de 22 años, que estaba desaparecida desde el 2 de abril de ese año. Además, participaron de la búsqueda en Bahía Blanca de Micaela Ortega, en Monte Hermoso de Katherine Moscoso y en Villarino de Facundo Castro

### Bomberos voluntarios de Pehuen Co
Se fundó el 14 de octubre de 2007. La Asociación de bomberos voluntarios de Pehuén Co se creó sobre la base del destacamento que durante 18 años se mantuvo en la localidad balnearia la Asociación de Punta Alta, quien propició e instó a la conformación de la Asociación de Pehuén Co, cediendo para tal fin los bienes materiales y el personal de voluntarios que conformaban dicho destacamento.
Actualmente el cuerpo de bomberos voluntarios está conformado por 22 integrantes y cuyo jefe de cuerpo es el subcomandante Miguel Cufre.

## Cultura

### Celebraciones y eventos
| Fecha                    | Nombre                                 | Información |
| ------------------------ | -------------------------------------- | --- |
| Primeros días de febrero | Fiestas de los humedales               | Se festeja todos los años los primeros días de febrero desde el año 2008 en la localidad rosaleña de Villa del Mar. Su objetivo es resaltar y poner en valor la importancia de los humedales que tienen la reserva Bahía Blanca, Bahía Falsa y Bahía Verde. Entre sus actividades, se destacan stands gastronómicos, productores, artesanos, exposiciones de organizaciones no gubernamentales, shows musicales en vivo, números artísticos, caminatas guiadas por el “sendero de los humedales”, entre otras.                                         |
| 15 de marzo              | Fiesta del Membrillo                   | Se festeja todos los años, a partir del año 2020. Se realiza en la localidad de Villa Arias, con el fin de reconstruir la historia de la localidad, afianzar vínculos y reforzar el sentido de pertenencia, fortaleciendo las raíces en torno al membrillo (cultivo por el cual se reconoce la localidad), para promover y proteger la producción local. Entre las actividades, hay visitas guiadas, un paseo de más de 50 artesanos, manualeros y productores, muestra de ONG´s, patio de comidas con producción local, y nueve espectáculos en vivo. |
| 12 de mayo               | Día de la Autonomía comunal.           | Fecha referenta al 12 de mayo de 1945, día en que asume oficialmente el doctor Carlos Gustavo Gericke como Comisionado del nuevo Partido de Coronel de Marina Leonardo Rosales, convirtiéndose así en la primera autoridad comunal una vez obtenida la autonomía. |
| 24 de mayo               | Fiestas patronales "María Auxiliadora" | Patrona del partido de Coronel Rosales. |
| 2 de julio               | Fundación de la ciudad de Punta Alta.  | Esta fecha hace referencia al 2 de julio de 1898, día en que se clava el primer pilote en las obras del Puerto Militar, considerado históricamente como el origen del poblamiento de la zona, a partir del asentamiento en el lugar de cientos de obreros a lo que sería después la ciudad cabecera del distrito, Punta Alta. |

### Personalidad del distrito
Coronel Rosales a lo largo de su historia ha acogido a una gran cantidad de emigrantes europeos (italianos principalmente y también un gran número de españoles y europeos del norte y este). Estos, se asentaron en la ciudad más importante del distrito, Punta Alta, la cual también acogió residentes de todas las provincias de argentina; un aproximado de 8.000 jujeños y salteños actualmente habitan en dicha ciudad debido a los oportunidades de trabajo que ofrece la Base Naval Puerto Belgrano. Esta  diversidad étnica constituye una de las riquezas culturales del distrito, donde coexisten centros de residentes provincianos, además de las sociedades española e italiana.

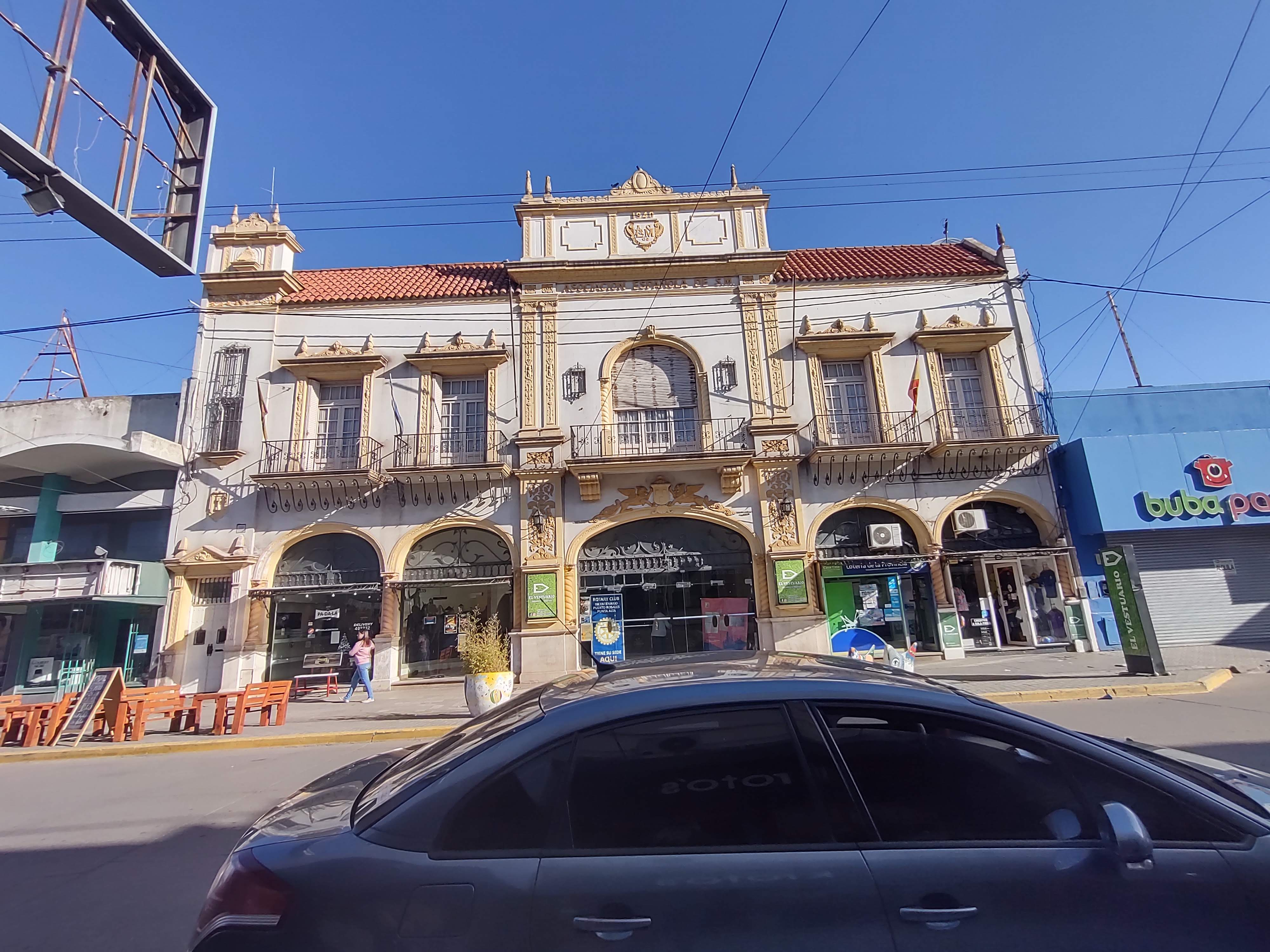
Asociación Española.
Sociedad Italiana.
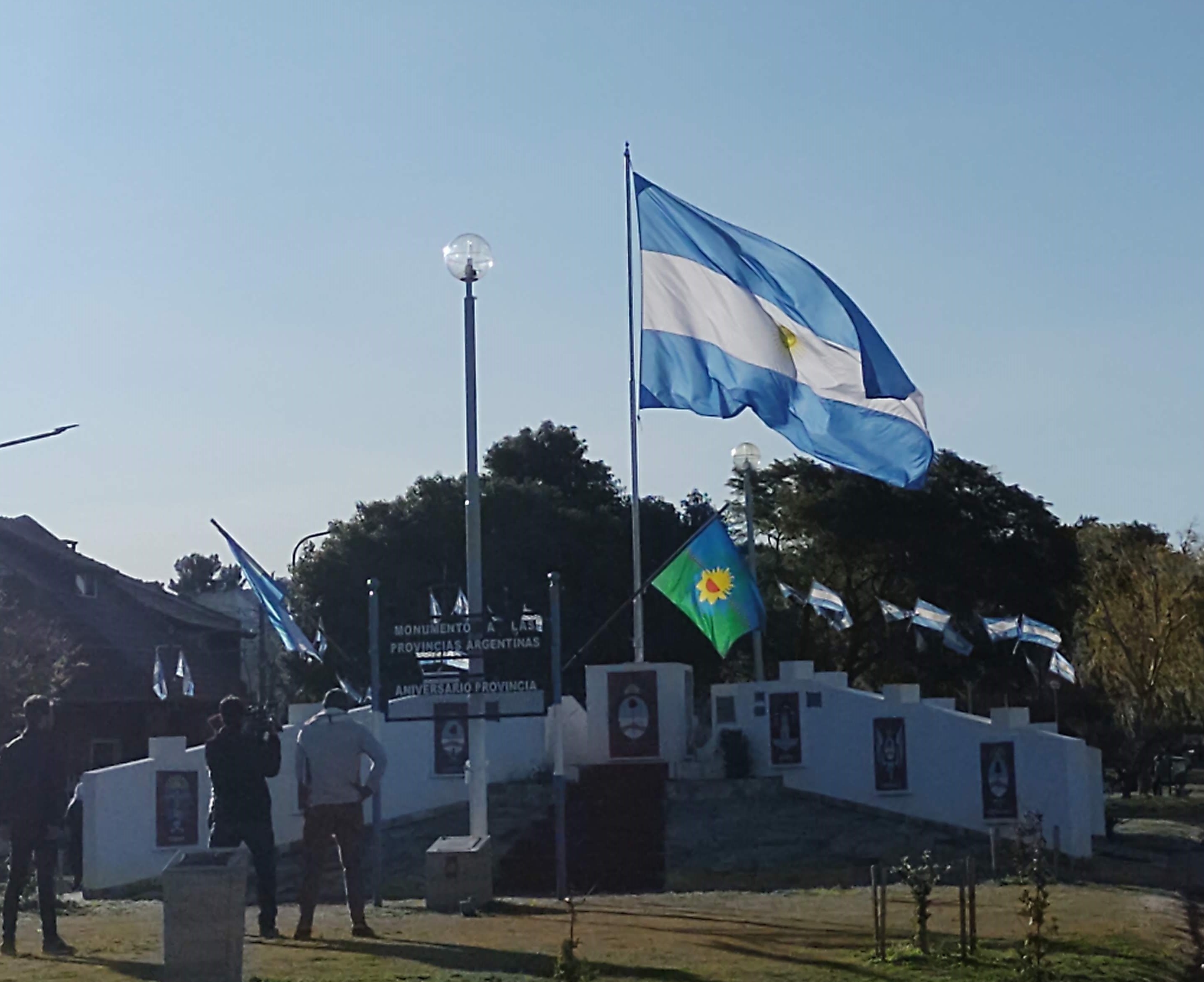
Monumento a las provincias argentinas.

### Museos y afines
El distrito cuenta con una amplia cantidad de museos en todas sus localidades:
- Museo Histórico de Baterías: Museo perteneciente a la marina, ubicado en la Base Naval de Infantería de Marina Baterías, a 14 kilómetros de la Base Naval Puerto Belgrano y Punta Alta. Entre sus objetos museables se aprecian uniformes antiguos, armamento, pertrechos, escudos, trofeos, maquetas y otros materiales. Cuenta además con un completo archivo documental videográfico, fotográfico y bibliográfico.[42]
- Museo Naval Puerto Belgrano: El Museo Naval Puerto Belgrano está situado dentro de la Base Naval Puerto Belgrano a escasos metros del puesto de acceso N.º 2, el ingreso es libre y gratuito. El museo consta de cinco salas y un amplio parque circundante. En estas cinco salas se puede contemplar maquetas, objetos que datan de los orígenes del Arsenal militar, información sobre los edificios originarios y recientes, objetos que aluden a las batallas navales del Almirante Guillermo Brown, entre otras. También, una de las cinco salas del museo rinde homenaje a los caídos en la Guerra de Malvinas mediante la exhibición de banderas de guerra y maquetas de unidades que participaron en la contienda.[43]
- Museo Municipal de Ciencias Carlos Darwin: Ubicado en la ciudad de Punta Alta, es un museo referente a nivel regional, el cual tiene en exposición colección de la historia geológica del partido; piezas fósiles, maquetas y moldes del yacimiento de paleoignitas de Pehuen Co, único en el mundo.
- Museo Histórico de la ciudad de Punta Alta: Museo el cual comprende la historia del partido de Coronel Rosales, que gira sobre diferentes ejes: primeros pobladores, ferrocarriles y puertos, comercios e instituciones, y autonomía comunal. Presenta piezas originales y atractiva cartelería.
- Sala de Interpretación Paleontológica "Florentino Ameghino"': Ubicada en la localidad balnearia de Pehuen Có, contiene abundante infografía sobre los Yacimientos Paleontológicos de la zona, exhibición de material fósil, maquetas representativas del paisaje de la villa de hace 12 000 años e información sobre la presencia del hombre dentro del yacimiento.[44]
- Archivo Histórico Municipal de Punta Alta:

Institución la cual resguarda, preserva y difunde el acervo histórico documental del pasado. Cuenta en su acervo con documentación municipal oficial y colecciones particulares. Dicho material es de acceso libre y gratuito para profesionales o público en general, salvo aquel que requiera especial cuidado para su preservación. La misión del Archivo es la de inculcar el valor que poseen las fuentes en la divulgación del conocimiento del pasado, comprensión de los procesos históricos y la construcción de la identidad colectiva. Sus actividades van más allá de la guarda, ordenación, clasificación, preservación y difusión del material. Desde su seno se generan investigaciones que involucran el rastreo de nueva documentación que pasan a formar parte de su fondo Documental.

### Teatros
- Teatro Colón, en la localidad de Punta Alta.

### Cines
- Cinema Colón, funciona en el mismo edificio qué el teatro.

## Símbolos

### Escudo

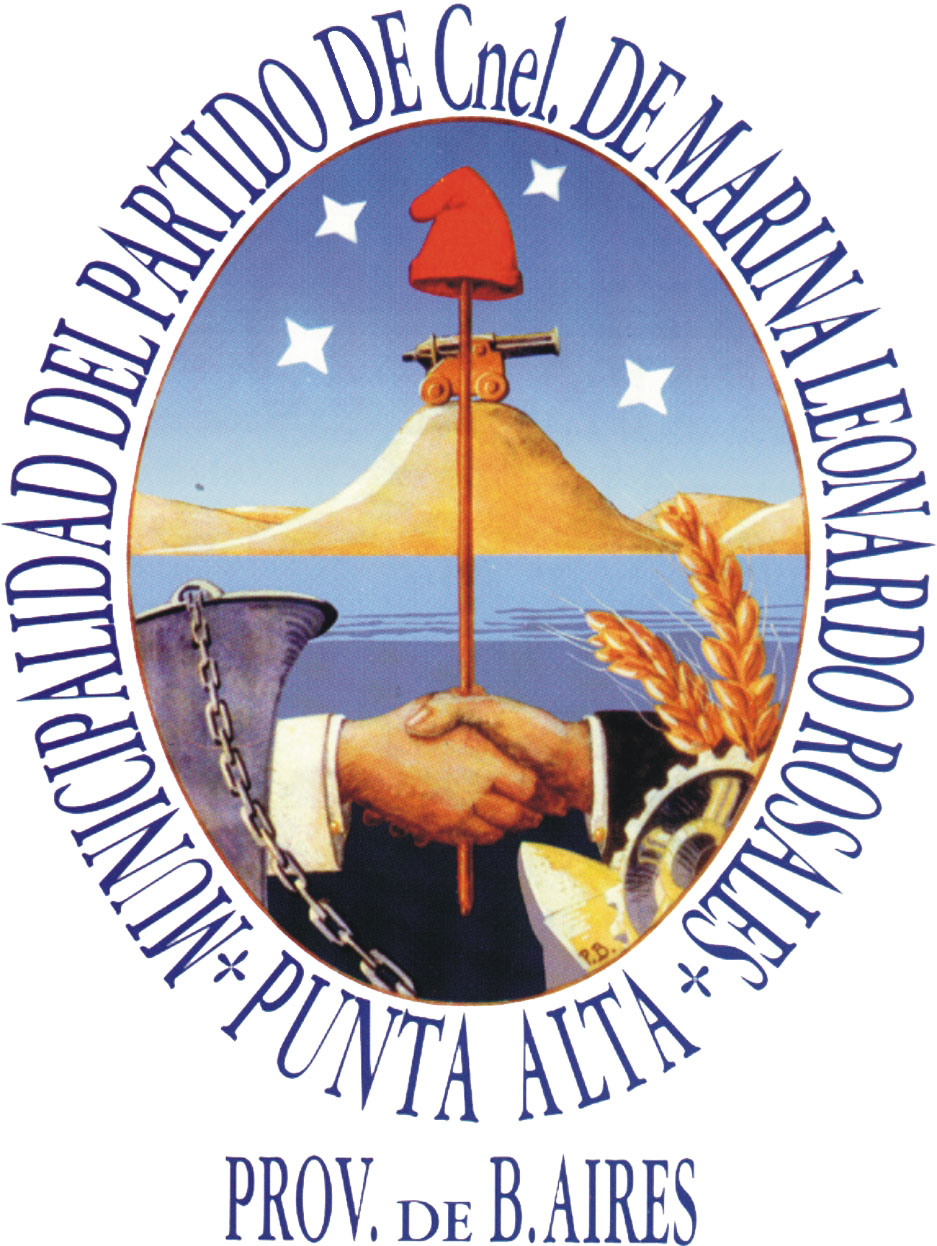
Escudo del partido de Coronel Rosales.

El 6 de junio de 1951, el Concejo Deliberante sancionó la Ordenanza N.º 183, llamando a concurso para la presentación de proyectos tendientes a crear el escudo del partido.
En el Artículo 2.º se establecía que “sus símbolos y atributos reflejarán, en conjunto o por separado el origen del Partido, su vinculación con la Marina de Guerra, el trabajo que fundamente su potencialidad y la autonomía que fundamenta su progreso”. También en ese mismo artículo se lee que: “El conjunto de símbolos o atributos se presentará bajo la advocación de la CRUZ DEL SUR, constelación que figurará en el campo superior”
El ganador fue el vecino Plinio Barbieri, cuyo emblema fue oficializado el 2 de septiembre de 1958, a través de las ordenanzas n.º 284 y n.º 284 (bis).

#### Heráldica del escudo
- Ostenta forma ovalada, siguiendo en ello la línea de los escudos de la nación y de la provincia.
- Su campo está dividido horizontalmente en dos mitades:
- En la parte superior se halla el cielo con la cruz del Sur; sobre la línea están los médanos que constituyen el paisaje característico de la zona y en el centro se encuentra el accidente geográfico llamado Punta Alta, que divisó Charles Darwin en su viaje por la zona, y por el cual la ciudad de Punta Alta tomo ese nombre. En esta se encuentra emplazado simbólicamente un cañón que indica la defensa de las costas.
- En el campo inferior se aprecia la proa de un buque fondeado, representando a la Base y a la Flota de Mar. El yunque y el engranaje, junto con las espigas de trigo, representan el trabajo, la industria y la agricultura, mientras que las manos entrelazadas, simbolizan a los civiles y marinos unidos sosteniendo la pica con el gorro frigio, símbolo de la libertad republicana.[45][46]

### Bandera
Con el fin de buscar el sentimiento de identidad en el distrito, en el año 2002 el Ejecutivo Municipal a cargo del intendente Jorge Izarra convocó a los alumnos de educación primaria y media del partido a un concurso con el fin de elaborar una bandera que represente a todo el territorio distrital. Este concurso llevó el nombre "Una bandera para Coronel Rosales".
Los alumnos cuyos trabajos fueron seleccionados, junto a sus profesores coordinadores, fueron convocados a una capacitación acerca de vexilología, diseño y comunicación visual, además de la historia y geografía del distrito. De las reuniones de trabajo participaron treinta alumnos de establecimientos públicos y privados, doce docentes y doce representantes del Concejo Deliberante, el Departamento Ejecutivo, la UCIAPA (Unión del Comercio, la Industria y el Agro de Punta Alta) y otras instituciones.
De todas las banderas, se eligieron dos, las cuales se "fusionaron" para dar con la bandera actual.
Finalmente, el día 29 de octubre de 2021, el Concejo Deliberante de Coronel Rosales sancionó la Ordenanza 4078, dónde se oficializó la bandera en todo el distrito.
La bandera deberá ser ser colocada en los frentes de los edificios e inmuebles representativos del distrito y participar en ceremonias y actos. En todos los casos, deberá hacerlo junto al Pabellón Nacional y la Bandera bonaerense.

#### Vexilología de la Bandera
La forma triangular verde representa la fertilidad y riqueza de la tierra, a la vez que es una alusión al médano que da origen al topónimo del accidente geográfico Punta Alta. También sintetiza la forma de los pinos de Pehuen Có, principal centro turístico rosaleño.
Las bandas horizontales que cortan el triángulo marcan la importancia del ferrocarril como hecho histórico, a partir del cual se formó el casco urbano puntaltense y que sirven como límite entre Punta Alta y la Base Naval de Puerto Belgrano.
Las espigas de trigo son un triángulo escaleno, representando la forma del partido de Coronel Rosales, y simbolizan la riqueza del partido. Están ubicadas de manera que coronan la composición señalando las ansias de triunfo, progreso y esperanza; están ubicadas de a cinco pares, que representan las localidades del distrito: Punta Alta, Pehuen Có, Bajo Hondo, Villa Arias, Villa del Mar; su color naranja muestra la unión del rojo (que representa el federalismo) y el amarillo que evoca al sol, al trigo y a la vida.

## Transporte
Se accede al distrito a través de la ruta nacional n.º 3 norte que empalma con la ruta provincial N.º 249, o por las rutas N.º 33 y N.º 35 que empalman con la ruta nacional N.º 3 sur y esta a su vez con la ruta provincial N.º 229.

### Rutas principales
- RN 3
- RN 249
- RP113 [Nota 8]

### Líneas de colectivo que pertenecen o atraviesan Coronel Rosales
El partido cuenta con 8 líneas de colectivos, las cuales se reparten en las siguientes empresas:
Compañía Belgrano S. A. (Línea Azul): Línea 501, Línea 503, Línea 503-B (Conecta la ciudad de Punta Alta con Villa Arias), Línea 505.
Compañía Puntaltense S. A. (Línea Roja): Línea 502, Línea 504, Línea 504-B.

### Ómnibus
La Línea 319 posee un recorrido que conecta las ciudades de Punta Alta y la vecina ciudad de Bahía Blanca. En el recorrido se incluyen las localidades de Villa General Arias (Partido de Coronel Rosales) y Grünbein (Partido de Bahía Blanca).
Asimismo, el distrito está conectado con las principales ciudades del país (Buenos Aires, Mar del Plata, La Plata, Neuquén, etc.) a través de servicios de colectivos interurbanos con varias frecuencias diarias, los cuales parten de la Terminal de ómnibus municipal, ubicada en la ciudad cabecera de Punta Alta
La localidad balnearia de Pehuen-Có cuenta también con una terminal de ómnibus municipal, inaugurada en el año 2016. La Línea 510 de la empresa PuntalTOUR realiza viajes desde Punta Alta hacia Pehuen-Có, incluyendo en el recorrido a la localidad de Bajo Hondo.

### Ferrocarril
El Ferrocarril General Roca posee una estación activa, la Estación Bajo Hondo (Roca), la cual no presta servicio de pasajeros.
El Ferrocarril Rosario a Puerto Belgrano actualmente está inactivo, pero comprendía las siguientes estaciones:
- Estación Paso Mayor
- Estación Bajo Hondo
- Estación Almirante Solier
- Estación Punta Alta
- Estación Puerto Belgrano

## Deportes

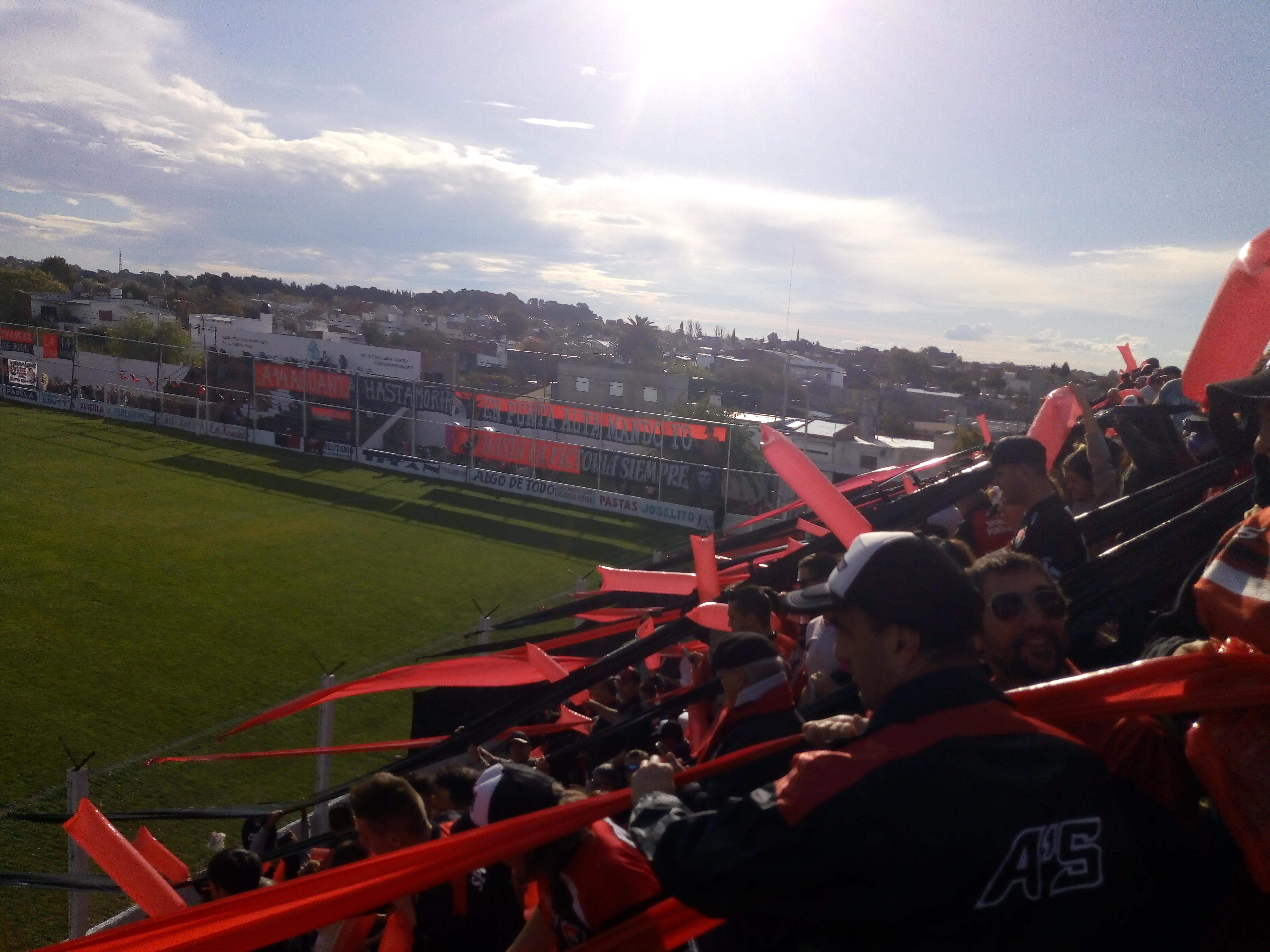
Hinchas de Sporting, en el estadio Enrique Mendizábal.

### Fútbol
El distrito tiene tres importantes equipos de fútbol que participan en la Liga del Sur, con sede en la ciudad de Punta Alta: Club Atlético Sporting, Club Rosario Puerto Belgrano y Club Social y Deportivo Juventud Unida. Estos tres equipos cuentan con categorías de distintas edades, desde los más chicos a adolescentes y la ya nombrada liga de primera.
Los tres clubes tienen asiento en la ciudad de Punta Alta, junto a sus estadios, el Estadio Enrique Mendizábal de Sporting, el "Coloso del cemento", de Rosario.
Además, el distrito cuenta con otros clubes menores, como por ejemplo:
- Club Atlético M y M.
- River Play Fútbol Club
- Juniors Club Sociedad de Fomento Villa G. Arias

### Basquetbol
En cuanto al básquet, el distrito cuenta con los siguientes equipos:
- Club Comandante Espora
- Club Social y Deportivo Altense
- Club Ateneo
- Club Atlético Los Andes
- Club Atlético Carlos Pellegrini Punta Alta

### Clubes de Rugby
- Rugby y Hockey Puerto Belgrano
- Punta Alta Rugby Club[49]

### Clubes de Hockey
- Hockey Club Atlético Sporting[50]
- Hockey Rosario Puerto Belgrano[51]
- Club de Hockey del Polideportivo Municipal
- Club de Hockey Puerto Belgrano.

### Clubes de Pesca
- Club de pesca "Los 40"[52]
- Club "Los Picaditos"

### Balonmano
En este ámbito, "Punta Alta Rugby Club" tiene una disciplina de balonmano, como así también el club de Básquet "Los Andes".

### Atletismo
En el distrito, específicamente en la ciudad cabecera de Punta Alta, se encuentra el Club Luz y Fuerza, donde se practican diferentes disciplinas atléticas entre las que se encuentran: carrera de velocidad, salto de longitud, salto de altura, triple salto, marcha atlética, lanzamiento de jabalina, lanzamiento de disco, lanzamiento de bala, lanzamiento de martillo, carrera de larga distancia, entre otras.
El club cuenta con varios deportistas destacados como Silvina Ocampos, destacada atleta en Triple Salto. En 2018, el Concejo Deliberante de Coronel Rosales la distinguió como “Deportista Insigne” del distrito debido a su actuación en su ámbito, llegando a ser "Subcampeona Argentina" de Salto Triple en la categoría Mayores.

### Otros deportes
- Karate do-shotokan
- Tenis
- Golf
- Náutica
- Pesca
- Vóley
- Kite surf
- Wind surf
- Hockey
- Automovilismo
- Pádel
- Ajedrez
- Skate
- Natación
- Levantamiento de Pesas

## Gobierno y política

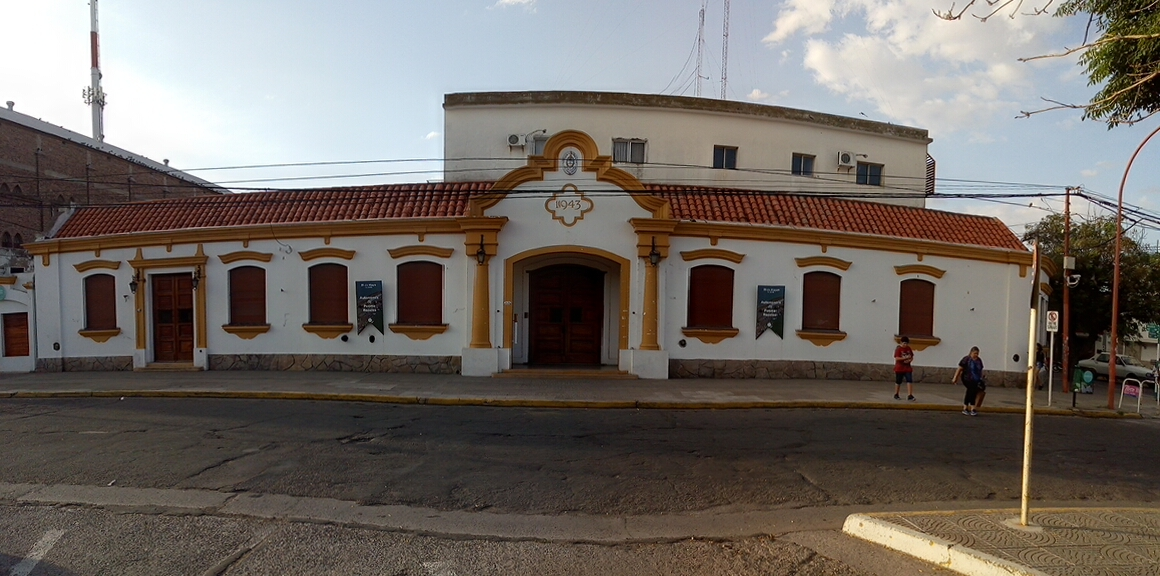
Palacio municipal de Coronel Rosales

El partido de Coronel Rosales pertenece a la Sexta Sección Electoral de la provincia de Buenos Aires, una de las 8 divisiones territoriales que el gobierno provincial presenta para la elección de los legisladores provinciales.
En el ámbito local, el partido está constituido por un intendente y un Concejo deliberante. 
El intendente tiene un mandato que dura cuatro años y puede ser reelecto solo una vez, establecido por la modificación del año 2016 de los artículos 3 de la Ley Orgánica de las Municipalidades, 13 bis de la Ley Legislativa y 148 de la Ley de Educación a través de la Ley 14836 del Congreso de la provincia de Buenos Aires. 
El mismo es electo mediante el voto en las Elecciones Nacionales de la República Argentina que se celebran cada cuatro años, mientras que el concejo deliberante se renueva cada dos.
El actual intendente de Coronel Rosales es Rodrigo Aristimuño, cuyo mandato comenzó el 12 de diciembre de 2023 y se extenderá hasta el 10 de diciembre de 2027.
Las decisiones ejecutivas se toman en el palacio municipal de Coronel Rosales, donde el intendente tiene su despacho. Dentro del mismo, se encuentra el "Sillón de Gericke", sillón que lleva el nombre del primer intendente del partido, Gustavo Gericke, y que usan todos los intendentes que logran llegar al máximo rango municipal.

### Estructura orgánica municipal
La estructura orgánica municipal está compuesta por seis Secretarías, compuestas a su vez por direcciones y jefaturas:

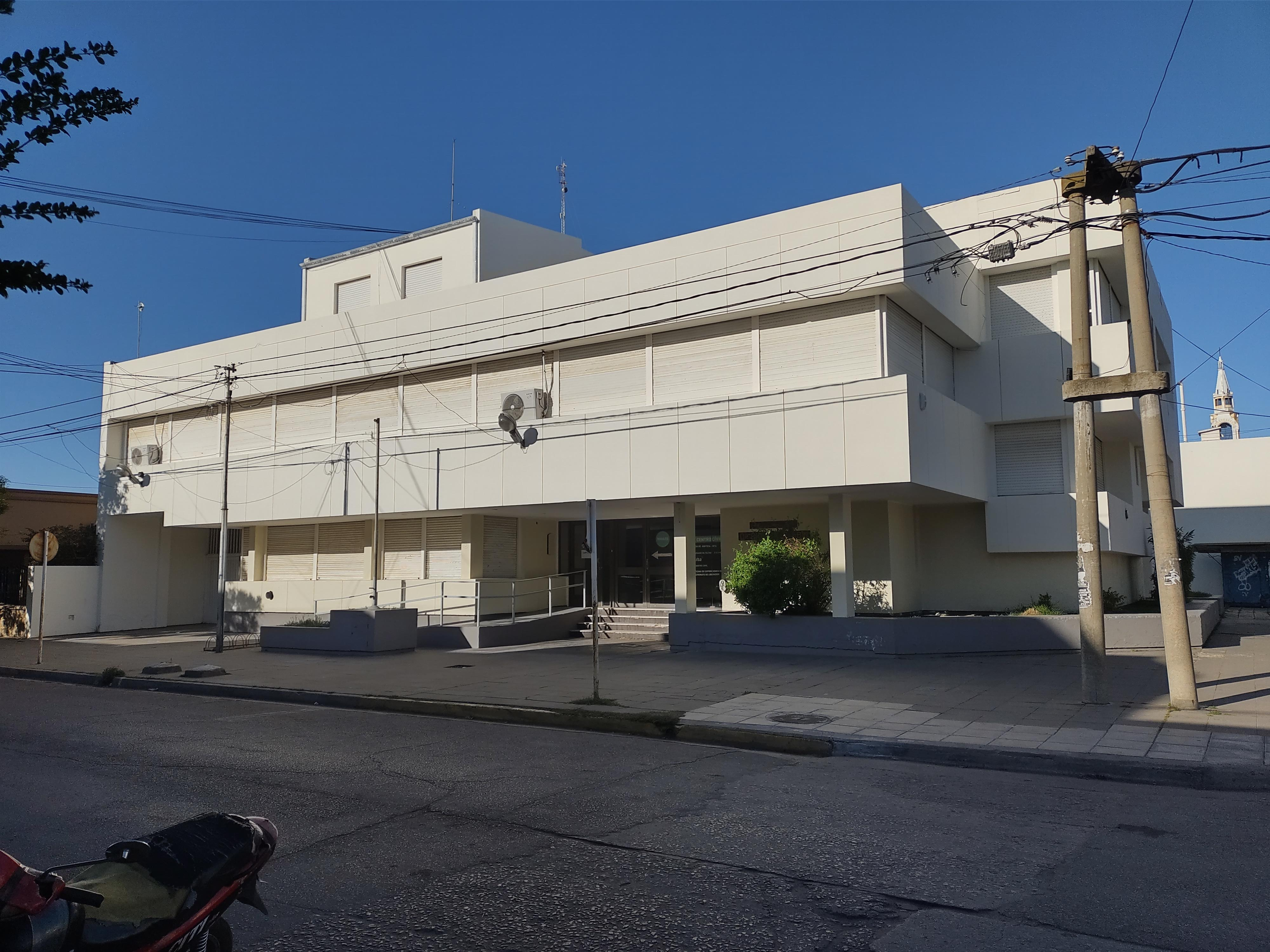
Centro Cívico “Ricardo Balbín” en Punta Alta.

| Organigrama del gobierno municipal                             | Organigrama del gobierno municipal | Organigrama del gobierno municipal |
| Cartera                                                        | Áreas                              |                                    |
| -------------------------------------------------------------- | ---------------------------------- | ---------------------------------- |
| Jefatura de Gabinete                                           |                                    |                                    |
| Subsecretaría de Coordinación y Gestión                        |                                    |                                    |
| Agencia de Inversiones                                         |                                    |                                    |
| Subsecretaría de Asuntos Legales                               |                                    |                                    |
| Delegación Municipal de Pehuen-Có                              |                                    |                                    |
| Delegación Municipal de Villa del Mar                          |                                    |                                    |
| Deleación Municipal de Villa Arias                             |                                    |                                    |
| Delegación Municipal de Bajo Hondo                             |                                    |                                    |
|                                                                |                                    |                                    |
| Secretaría de Salud                                            |                                    |                                    |
| Dirección del Hospital Municipal "Eva Perón"                   |                                    |                                    |
| Dirección de atención primaria de la salud                     |                                    |                                    |
| Administración del Hospital Municipal "Eva Perón"              |                                    |                                    |
| Administración del Hogar Municipal del Anciano                 |                                    |                                    |
|                                                                |                                    |                                    |
| Secretaría de Desarrollo Económico Sustentable                 |                                    |                                    |
| Dirección de Turismo                                           |                                    |                                    |
| Dirección de Ambiente                                          |                                    |                                    |
|                                                                |                                    |                                    |
| Secretaría de Economía                                         |                                    |                                    |
|                                                                |                                    |                                    |
| Secretaría de Desarrollo Comunitario                           |                                    |                                    |
| Dirección de políticas de género                               |                                    |                                    |
| Dirección de la Protección de la Niñez, Adolescencia y Familia |                                    |                                    |
| Dirección de Políticas de Inclusión Social                     |                                    |                                    |
|                                                                |                                    |                                    |
| Secretaría de Seguridad                                        |                                    |                                    |
| Defensa Civil                                                  |                                    |                                    |
| Dirección de Tránsito                                          |                                    |                                    |
|                                                                |                                    |                                    |
| Secretaría de Deporte y Cultura                                |                                    |                                    |
| Dirección de Deporte                                           |                                    |                                    |
| Dirección de Cultura                                           |                                    |                                    |
|                                                                |                                    |                                    |
| Secretaría de Obras                                            |                                    |                                    |
|                                                                |                                    |                                    |
| Comunicación y prensa                                          |                                    |                                    |
| Prensa                                                         |                                    |                                    |
| Comunicación y Relaciones Institucionales                      |                                    |                                    |
|                                                                |                                    |                                    |

### Honorable Concejo Deliberante de Coronel Rosales

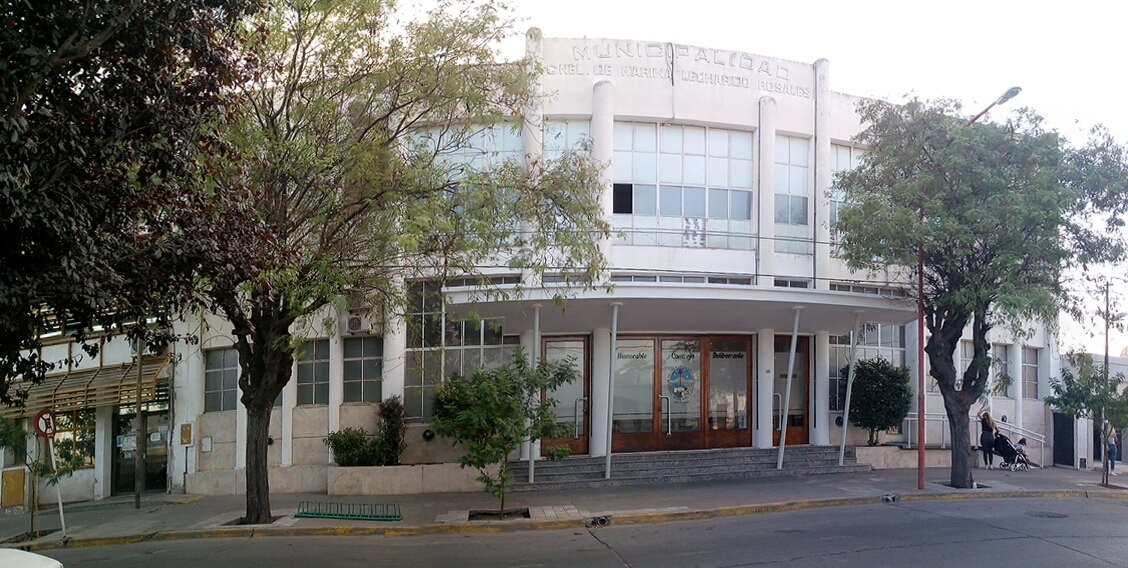
Concejo Deliberante de Coronel Rosales, ubicado en la ciudad cabecera de Punta Alta

### Composición del Concejo Deliberante Periodo 2023-2025
| Oficialismo (5) 4 Unión por la Patria 1 Primero Rosales Oposición (13) 7 Juntos por el Cambio 4 La Libertad Avanza 2 Bien Común |

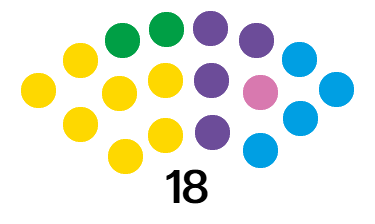

El Concejo Deliberante de Coronel Rosales está conformado de la siguiente manera:
|                                                              |                            |                  |                  |                             |           |  |
| Partido político                                             | Partido político           | Partido político | Partido político | Nombre y apellido           | Periodo   |  |
| Interbloques                                                 | Interbloques               |                  | Bloques          | Nombre y apellido           | Periodo   |  |
|                                                              | Unión por la Patria        |                  |                  |                             |           |  |
| Paula Bermejo (P. B)                                         | 2023-2027                  |                  |                  |                             |           |  |
| Virginia Giorno                                              | 2021-2025                  |                  |                  |                             |           |  |
| Julián Pereyra                                               | 2021-2025                  |                  |                  |                             |           |  |
| Melisa Martín                                                | 2023-2027                  |                  |                  |                             |           |  |
|                                                              | FR Bien Común              | FR Bien Común    | FR Bien Común    | Lisandro Delle Donne (P. B) | 2021-2025 |  |
| Daniel Medina                                                | FR Bien Común              | FR Bien Común    | FR Bien Común    | 2023-2027                   |           |  |
|                                                              | Juntos por el Cambio       |                  |                  |                             |           |  |
|                                                              | PRO-ARI                    |                  |                  |                             |           |  |
| Nicolás Aramayo (P. B)                                       | 2021-2025                  |                  |                  |                             |           |  |
| Mariano Dello Russo                                          | 2021-2025                  |                  |                  |                             |           |  |
| Andrea Vogel                                                 | 2021-2025                  |                  |                  |                             |           |  |
| Jorge Torres                                                 | 2023-2027                  |                  |                  |                             |           |  |
| Natalia García Luna                                          | 2023-2027                  |                  |                  |                             |           |  |
|                                                              | UCR (Unión Cívica Radical) |                  |                  |                             |           |  |
| Néstor Martínez (P. B)                                       | 2021-2025                  |                  |                  |                             |           |  |
| Liliana Taboada                                              | 2023-2027                  |                  |                  |                             |           |  |
|                                                              | La Libertad Avanza         |                  |                  |                             |           |  |
| Pablo Gómez (P)                                              | 2023-2027                  |                  |                  |                             |           |  |
| Encarnación Quiroga                                          | 2021-2025                  |                  |                  |                             |           |  |
| Josefina Aguilera                                            | 2023-2027                  |                  |                  |                             |           |  |
| Juan Carlos Di Carlo (P.B)                                   | 2023-2027                  |                  |                  |                             |           |  |
|                                                              | Primero Rosales            | Primero Rosales  | Primero Rosales  | Liliana García (P. B)       | 2021-2025 |  |
| Sitio Web oficial del Concejo Deliberante de Coronel Rosales |                            |                  |                  |                             |           |  |

(P): Presidente del Cuerpo Deliberativo.
(P. B): Presidente de bloque del partido político.

### Juzgado de Paz

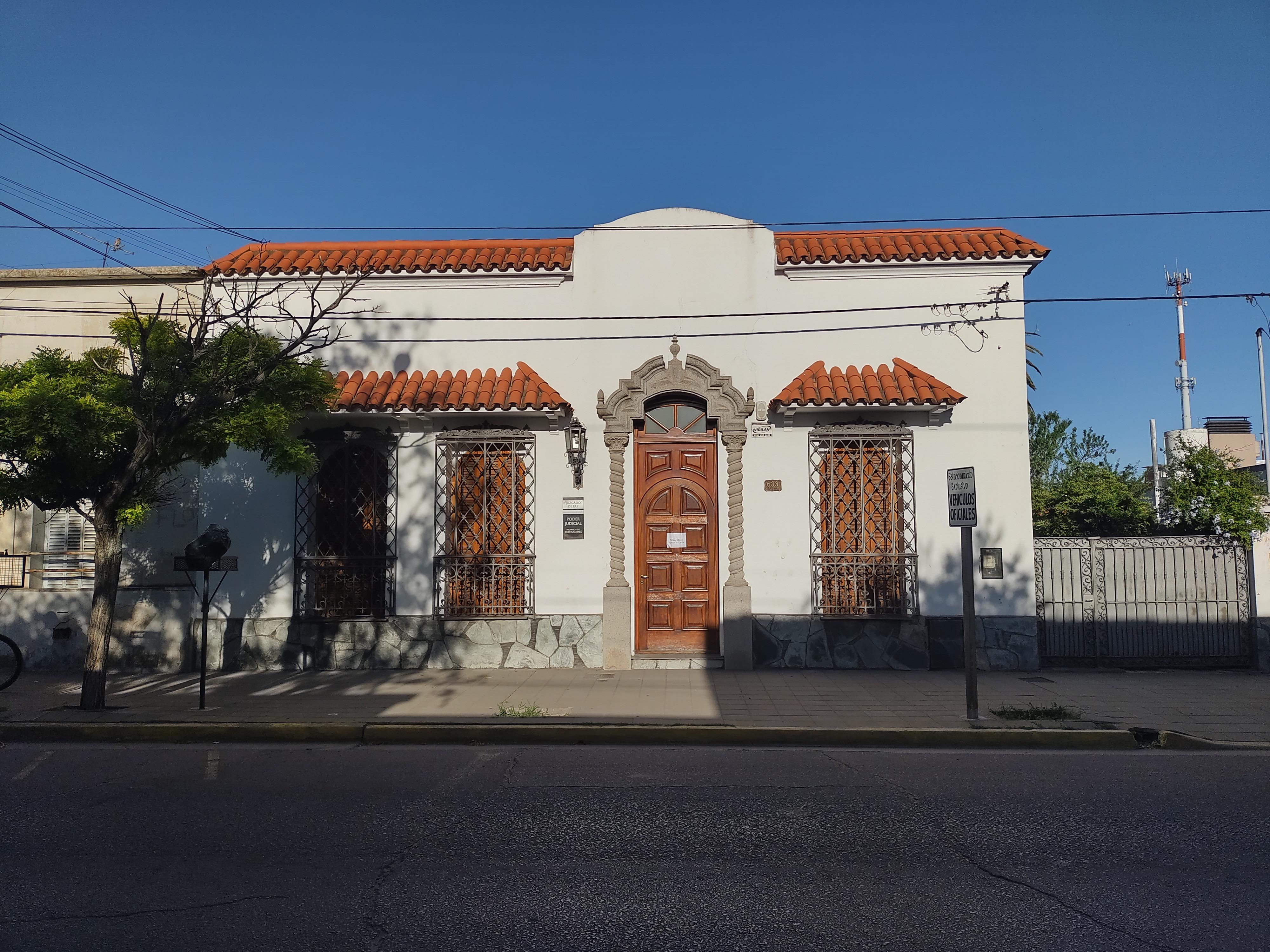
Juzgado de Paz de Coronel Rosales en Punta Alta.

Las justicia de paz en la provincia de Buenos Aires es una institución judicial que posee rango constitucional en la Constitución de la provincia.
Dicha institución funciona a través de Juzgados de Paz que se establecen en todos los partidos de la Provincia que no sean cabecera de departamento judicial.
El juzgado de paz se encarga de atender faltas correccionales, civiles y comerciales, rurales, violencia familiar, faltas provinciales, causas de menor cuantía, vecinales, etc.
El partido de Coronel Rosales, al no ser cabecera de un departamento judicial, comprende un juzgado de paz el cual se encuentra bajo al jurisdicción del Departamento judicial de Bahía Blanca.
| Autoridades del juzgado de paz de Coronel Rosales | Autoridades del juzgado de paz de Coronel Rosales |
| ------------------------------------------------- | ------------------------------------------------- |
| Juez                                              | Dr. Orlando Mattii                                |
| Secretarios                                       | Dr. Sebastián Uranga Morán                        |
| Secretarios                                       | Dr. Guido Alberto Taranto                         |
| Auxiliares Letrados                               | Dra. Agostina Paola Farias                        |
| Auxiliares Letrados                               | Dra. Agostina Paola Macias                        |

### Intendentes Municipales (1945-2023)

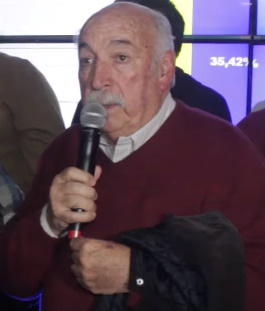
Jorge Izarra (1995–2003)
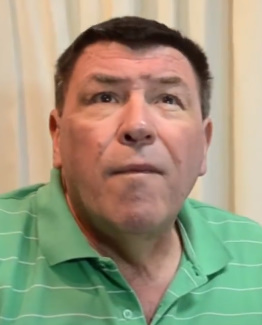
Néstor Starc (2003–2014)
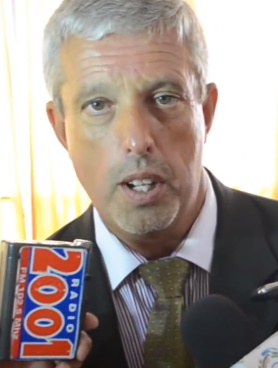
Oscar Holzman (2014–2015)
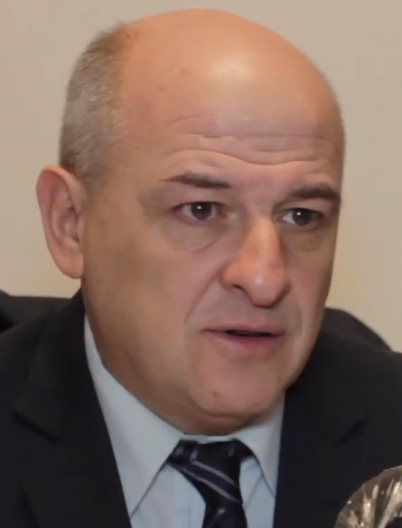
Mariano Uset (2015–2023)
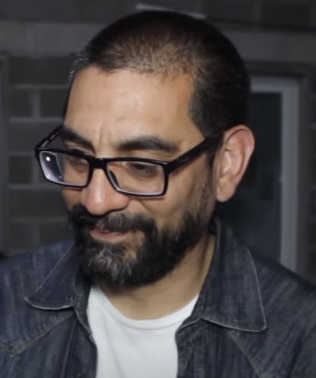
Rodrigo Aristimuño (2023-presente)

A continuación, una lista de los intendentes que pasaron por el gobierno de Coronel Rosales desde 1945 hasta la actualidad:
Partidos/Interventores:
     Propuesta Republicana - Cambiemos / JxC 
     Integración Vecinalista Rosaleña (IVR)
     Peronista/Justicialista
     Radicales
     Comisionados
     De Facto
| Apellido y Nombre   | Apellido y Nombre                     | Periodo                 | Inicio del mandato       | Fin del mandato            | Duración                                   | Partido político                          |
| ------------------- | ------------------------------------- | ----------------------- | ------------------------ | -------------------------- | ------------------------------------------ | ----------------------------------------- |
|                     | Gustavo Gericke                       | 1945-1948               | 12 de mayo de 1945       | 31 de diciembre de 1945    | 7 meses y 19 días                          | Partido Justicialista                     |
| Alberto Albanesi    | 31 de diciembre de 1945               | 1945-1948               | 16 de agosto de 1946     | 7 meses y 16 días          | Partido Justicialista                      |                                           |
| Francisco Gutiérrez | 17 de agosto de 1946                  | 1945-1948               | 10 de diciembre de 1947  | 1 año, 3 meses y 24 días   | Partido Justicialista                      |                                           |
| Nicolás Rolé        | 11 de diciembre de 1947               | 1945-1948               | 30 de abril de 1948      | 4 meses y 19 días          | Partido Justicialista                      |                                           |
| Francisco Gutiérrez | 1948-1952                             | 1 de mayo de 1948       | 30 de abril de 1952      | 3 años, 11 meses y 29 días | Partido Justicialista                      |                                           |
| Antonio Núñez Prego | 1952-1956                             | 1 de mayo de 1952       | 9 de junio de 1953       | 1 año, 1 mes y 8 días      | Partido Justicialista                      |                                           |
| Irineo Fruinque     | 1952-1956                             | 10 de junio de 1953     | 16 de septiembre de 1955 | 2 años, 3 meses y 6 días   | Partido Justicialista                      |                                           |
|                     | Capitán de Corbeta Felipe Gardella    | 1955-1958               | 17 de septiembre de 1955 | 16 de marzo de 1956        | 5 meses y 29 días                          | Interventor militar                       |
|                     | Daniel Estévez                        | 1955-1958               | 17 de marzo de 1956      | 30 de abril de 1958        | 2 años, 1 mes y 13 días                    | Comisionado                               |
|                     | Mario Curzi                           | 1958-1963               | 1 de mayo de 1958        | 23 de abril de 1962        | 3 años, 11 meses y 22 días                 | Unión Cívica Radical Intransigente        |
|                     | José Casas                            | 1958-1963               | 24 de marzo de 1962      | 11 de octubre de 1963      | 1 año, 6 meses y 18 días                   | Comisionado                               |
|                     | Mario Curzi                           | 1963-1967               | 12 de octubre de 1963    | 28 de junio de 1966        | 2 años, 8 meses y 16 días                  | Unión Cívica Radical Intransigente        |
|                     | Capitán de Fragata Arturo Dirube      | 1966-1973               | 29 de junio de 1966      | 31 de julio de 1966        | 1 mes y 2 días                             | Interventor militar                       |
|                     | José Casas                            | 1966-1973               | 1 de agosto de 1966      | 5 de octubre de 1971       | 5 años, 2 meses y 4 días                   | Comisionado                               |
| Roberto Garayzar    | 5 de octubre de 1971                  | 1966-1973               | 25 de mayo de 1973       | 1 año, 7 meses y 20 días   | Comisionado                                |                                           |
|                     | Francisco Gutiérrez                   | 1973-1977               | 25 de mayo de 1973       | 11 de marzo de 1974        | 9 meses y 17 días                          | Partido Justicialista FREJULI             |
| Carlos Morilla      | 12 de marzo de 1974                   | 1973-1977               | 25 de julio de 1974      | 4 meses y 13 días          | Partido Justicialista FREJULI              |                                           |
| José Alonso         | 26 de julio de 1974                   | 1973-1977               | 24 de septiembre de 1974 | 1 mes y 29 días            | Partido Justicialista FREJULI              |                                           |
| Rodolfo Canini      | 25 de septiembre de 1974              | 1973-1977               | 12 de noviembre de 1974  | 1 mes y 17 días            | Partido Justicialista FREJULI              |                                           |
| Carlos Morilla      | 13 de noviembre de 1974               | 1973-1977               | 25 de septiembre de 1975 | 10 meses y 12 días         | Partido Justicialista FREJULI              |                                           |
| José Alonso         | 26 de septiembre de 1975              | 1973-1977               | 24 de marzo de 1976      | 5 meses y 28 días          | Partido Justicialista FREJULI              |                                           |
|                     | Capitán de fragata José Amauri Ferrer | 1976-1983               | 24 de marzo de 1976      | 30 de abril de 1976        | 1 mes y 6 días                             | Interventor militar                       |
|                     | Guillermo García                      | 1976-1983               | 30 de abril de 1976      | 9 de octubre de 1982       | 6 años, 5 meses y 9 días                   | Comisionado Fallece en ejercicio          |
| Omar Potenar        | 10 de octubre de 1982                 | 1976-1983               | 9 de diciembre de 1983   | 11 meses y 30 días         | Comisionado                                |                                           |
|                     | Gustavo Montero                       | 1983-1987               | 10 de diciembre de 1983  | 10 de diciembre de 1987    | 4 años                                     | Unión Cívica Radical                      |
|                     | Néstor Giorno                         | 1987-1991               | 11 de diciembre de 1987  | 12 de diciembre de 1991    | 4 años y 1 día                             | Partido Justicialista                     |
| 1991-1995           | Néstor Giorno                         | 12 de diciembre de 1991 | 9 de diciembre de 1993   | 1 año, 11 meses y 28 días  |                                            | Partido Justicialista                     |
| 1991-1995           | Osvaldo Rigoni                        | 12 de diciembre de 1993 | 15 de octubre de 1995    | 1 año, 10 meses y 3 días   | Partido Justicialista                      |                                           |
| 1991-1995           | Hugo Giorno                           | 17 de octubre de 1995   | 9 de diciembre de 1995   | 1 mes y 23 días            | Partido Justicialista                      |                                           |
| Jorge Izarra        | 1995-1999                             | 10 de diciembre de 1995 | 10 de diciembre de 1999  | 4 años                     | Partido Justicialista                      |                                           |
| Jorge Izarra        | 1999-2003                             | 10 de diciembre de 1999 | 10 de diciembre de 2003  | 4 años                     | Partido Justicialista                      |                                           |
|                     | Néstor Starc                          | 2003-2007               | 10 de diciembre de 2003  | 10 de diciembre de 2007    | 4 años                                     | Integración Vecinalista Rosaleña (IVR)    |
| 2007-2011           | Néstor Starc                          | 10 de diciembre de 2007 | 10 de diciembre de 2011  | 4 años                     |                                            | Integración Vecinalista Rosaleña (IVR)    |
| 2011-2015           | Néstor Starc                          | 10 de diciembre de 2011 | 28 de febrero de 2014    | 2 años, 2 meses y 18 días  |                                            | Integración Vecinalista Rosaleña (IVR)    |
| 2011-2015           | Oscar Holzman                         | 1 de marzo de 2014      | 10 de diciembre de 2015  | 1 año, 9 meses y 9 días    | Integración Vecinalista Rosaleña (IVR)     |                                           |
|                     | Mariano Uset                          | 2015-2019               | 10 de diciembre de 2015  | 10 de diciembre de 2019    | 4 años                                     | Propuesta Republicana Cambiemos           |
| 2019-2023           | Mariano Uset                          | 10 de diciembre de 2019 | 12 de diciembre de 2023  | 4 años y 2 días            | Propuesta Republicana Juntos por el Cambio |                                           |
|                     | Rodrigo Aristimuño                    | 2023-2027               | 12 de diciembre de 2023  | Actualmente en el cargo    | 1 año, 3 meses y 30 días                   | Partido Justicialista Unión por la Patria |

- Jorge Izarra
(1995–2003)
- Néstor Starc
(2003–2014)
- Oscar Holzman
(2014–2015)
- Mariano Uset
(2015–2023)
- Rodrigo Aristimuño
(2023-presente)

### Elecciones Municipales de Coronel Rosales (2011-2021)

#### Elecciones en la década del 2020
|  | 35,37 % |

|  | 30,06 % |

|  | 29,31 % |

|  | 5,25 % |

|  | 90,03 % |

|  | 9,16 % |

|  | 0,81 % |

|  | 75,24 % |

|  | 100 % |

|  | 47,51 % |

|  | 17,17 % |

|  | 15,97 % |

|  | 9,66 % |

|  | 4,78 % |

|  | 3,29 % |

|  | 1,62 % |

|  | 94,12 % |

|  | 4,31 % |

|  | 1,57 % |

|  | 71,56 % |

|  | 100 % |

#### Elecciones en la década de 2010
|  | 59,03 % |

|  | 18,81 % |

|  | 14,24 % |

|  | 4,67 % |

|  | 1,63 % |

|  | 1,62 % |

|  | 94,49 % |

|  | 4,62 % |

|  | 0,89 % |

|  | 79,16 % |

|  | 100 % |

|  | 50,79 % |

|  | 15,49 % |

|  | 12,50 % |

|  | 12,27 % |

|  | 4,75 % |

|  | 2,30 % |

|  | 1,89 % |

|  | 95,20 % |

|  | 3,59 % |

|  | 1,21 % |

|  | 75,83 % |

|  | 100 % |

|  | 46,78 % |

|  | 26,1 % |

|  | 11,93 % |

|  | 8,72 % |

|  | 2,4 % |

|  | 2,28 % |

|  | 1,81 % |

|  | 92,02 % |

|  | 7,31 % |

|  | 0,66 % |

|  | 78,03 % |

|  | 100 % |

|  | 21,15 % |

|  | 19,78 % |

|  | 17,41 % |

|  | 14,26 % |

|  | 11,65 % |

|  | 8,93 % |

|  | 2,69 % |

|  | 2,21 % |

|  | 1,9 % |

|  | 93,39 % |

|  | 4,64 % |

|  | 1,98 % |

|  | 75,33 % |

|  | 100 % |

|  | 47,01 % |

|  | 29,63 % |

|  | 9,11 % |

|  | 6,67 % |

|  | 5,14 % |

|  | 2,43 % |

|  | 87,87 % |

|  | 11,27 % |

|  | 0,85 % |

|  | 74,56 % |

|  | 100 % |

## Despliegue de las Fuerzas Armadas

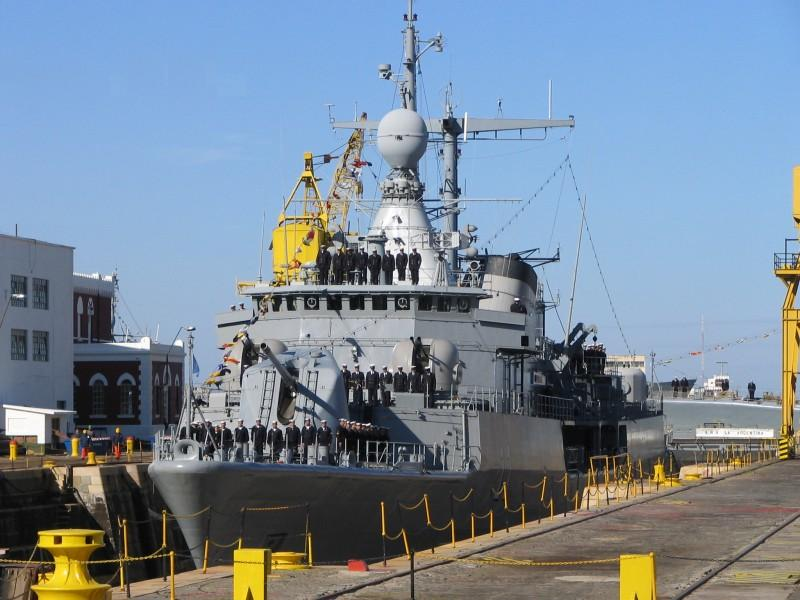
Destructor ARA La Argentina (D-11) en la Base Naval Puerto Belgrano.

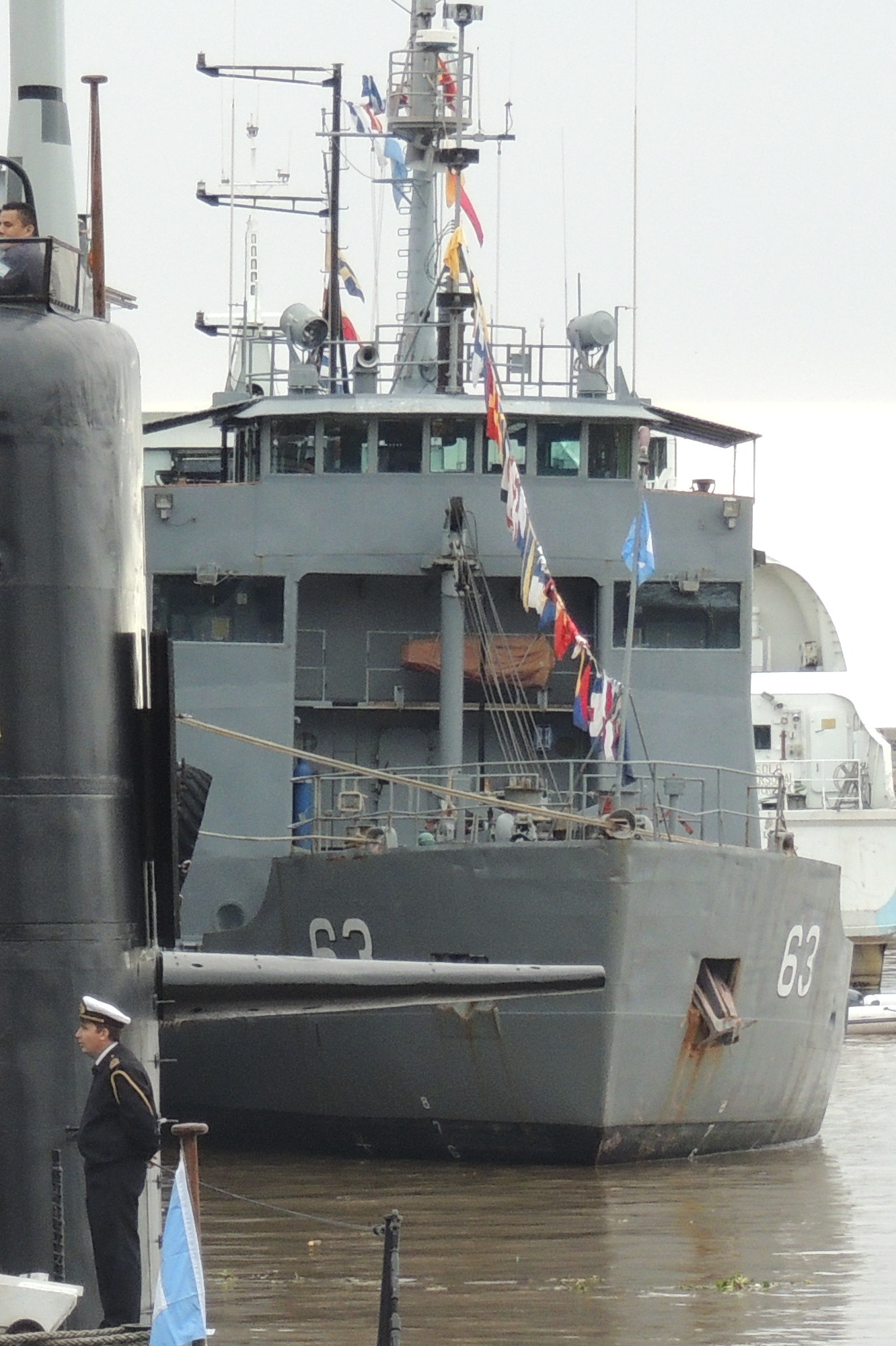
ARA Punta Alta, delante se puede apreciar el Submarino ARA San Juan.

| Unidades                                                       | Abreviatura |
| -------------------------------------------------------------- | ----------- |
| Comando de Adiestramiento y Alistamiento de la Armada          | COAA        |
| Comando de la Flota de Mar                                     | COFM        |
| Comando de la Aviación Naval                                   | COAN        |
| Comando de la Infantería de Marina                             | COIM        |
| Fuerza de Infantería de Marina de la Flota de Mar              | FAIF        |
| Comando Naval Anfibio y Logístico                              | CNAL        |
| Arsenal Naval Puerto Belgrano                                  | ANPB        |
| Base Naval Puerto Belgrano                                     | BNPB        |
| Base Naval de Infantería de Marina Baterías                    | BSIM        |
| División de Destructores                                       | DVDE        |
| División de Corbetas                                           | DVCB        |
| Comando de Instrucción y Evaluación de la Infantería de Marina | COIE        |
| Agrupación de Servicios Cuartel                                | APSC        |
| Agrupación de Comandos Anfibios                                | APCA        |
| Batallón de Infantería de Marina N.º 2                         | BIM2        |
| Batallón de Vehículos Anfibios N.º 1                           | BIVH        |
| Batallón de Artillería de Campaña N.º 1-Escuela                | BIAC        |
| Batallón de Seguridad de la Base Naval Puerto Belgrano         | BISP        |

## Rosaleños destacados

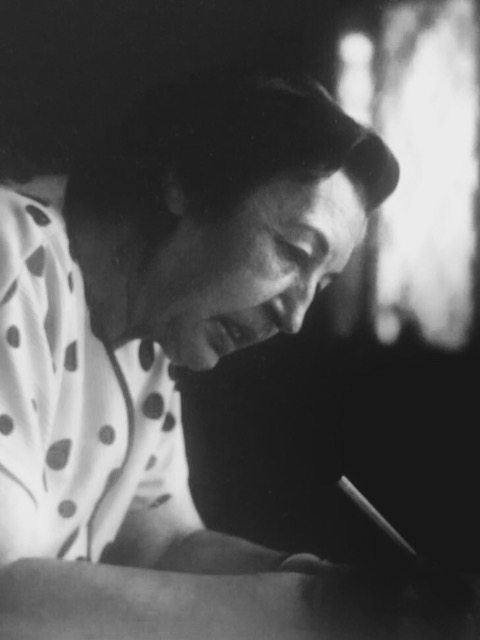
Elvira Amado, escritora y poeta rosaleña.

- Gabriela Cerruti, periodista, docente, escritora y política.
- Ricardo Echegaray, abogado y político.
- Floreal Antonio Ferrara, cardiólogo y político.
- Hernán Rapela, periodista, folclorista, productor, empresario, locutor y conductor.
- Oscar Araiz, coreógrafo y director de danza.
- Maximiliano Ghione, actor y docente.
- Elma Kohlmeyer de Estrabou, filósofa y bibliotecaria.
- Jorge Faggiano, jugador de baloncesto.
- Luis María Bonini, preparador físico, panelista y comentarista deportivo.
- Roque Marrapodi, exjugador de fútbol.
- Domingo Blanco, jugador de fútbol.
- Marcelo Escudero, jugador de fútbol.
- Román González, exjugador de básquetbol y ganador del bronce olímpico en Pekín 2008.
- Francisco Filippa, jugador de básquet.
- Felisa Piédrola, tenista.
- Fortunato Mallimaci, sociólogo.
- Susana Curto, doctora en geografía, integrante del Panel Intergubernamental de Cambio Climático. Nobel de la Paz.
- Violet Jessop, camarera que trabajó en los transatlánticos RMS Titanic y RMS Olympic y colaboró como enfermera en el buque hospital HMHS Britannic. Sobrevivió a dos de los naufragios más importantes del siglo xx: el hundimiento del RMS Titanic, en 1912, y el del HMHS Britannic, en 1916. Además, en 1911, se encontraba en el RMS Olympic cuando este colisionó contra el HMS Hawke.[81][82]
- Horacio Hugo Huarte, abogado y político. Miembro de la CONADEP.
- Guillermo Francos,  político y abogado.
- Pablo Echavarría, árbitro de fútbol.